# 周遊きっぷ
周遊きっぷ（しゅうゆうきっぷ）は、JRグループが1998年（平成10年）4月から2013年（平成25年）3月まで発売していた特別企画乗車券である。
当項目では、周遊きっぷの前身にあたる遊覧券、周遊券についても記述する。

## 歴史

### 遊覧券～周遊券
周遊券の歴史は古く、大正時代初期には鉄道院により割引遊覧切符が発売されていた。鹿島、香取遊覧客のために7月10日から9月10日の夏期限定で、両国橋 - 銚子 - 鹿島 - 香取 - 佐原 - 上野間をどちらまわりでも良く10日間有効で3等1円85銭、両国橋または上野 - 佐原 - 香取 - 鹿島の往復が5日間有効で3等1円65銭という切符が1914年（大正3年）には発売されていた。
大正時代末期の1925年10月には「遊覧券」と呼ばれる周遊券が発売された。これは観光に必要な鉄道・バス・船舶の乗車に必要な乗車船券、食事・宿泊のための券が綴られたクーポンとなっており、富士五湖廻り、香取鹿島廻り、外房廻りといった名所周遊が設定され、有効期間は21日間で、該当エリアでは途中下車自由であった。本制度は鉄道省によって制定されたが、遊覧券を作成するために数々の手間を要するため、企画・販売は東京駅設置のジャパン・ツーリスト・ビューロー（現在のJTB）に委託されていた。
これにより、観光に赴く旅客は事前の手配が遊覧券の手配だけで済むようになった。以降、1933年には北海道・九州内が乗り降り自由な遊覧券が設定され、1934年からは、一定の条件を満たせば、旅客が自由に遊覧券を作成できるようになった。1939年には名称を「観光券」と改める。しかし、戦時色が強くなると観光旅行自粛によるあおりを受け、1942年に一旦廃止された。
戦後、輸送事情がようやく落ち着きを見せてきた1955年に、国鉄は遊覧券と類似した「周遊割引乗車券」（周遊券）を制定した。1959年には新婚旅行者を対象とした「ことぶき周遊券」が発売された。国鉄周遊券は、ピーク時には724万人（1980年）の利用者数に達し、周遊券を用いてバックパッカー旅行する若者は「カニ族」と呼ばれていた。
しかし、昭和53年のダイヤ改正以降、周遊券で利用できる夜行を含めた急行列車が減少するなどの影響もあり、旧態依然の制度のままであった周遊券は1996年になると利用者数が324万人に減少した。

### 周遊きっぷ
1998年4月1日からは、特定の駅のみを発駅として販売し、ゾーンに至るまでの経路が自由選択制のために曖昧になっていた売上配分の問題、大きすぎる割引率や不正利用を招きやすいゾーン券の有効日数の長さなどの問題を解決するため、旧来の周遊券の発売を取りやめた上で、条件を満たしたゾーン外の任意の駅を発駅・着駅とできるようにするなど、利用しやすくするための制度変更を行った新たな特別企画乗車券「周遊きっぷ」の発売を開始した。
一般的に、特別企画乗車券は券面に（企）（マル企）と印字されているが、周遊きっぷに限り、周遊券時代の制度の名残として（遊）（マル遊）と印字された。
従来の周遊券と比較して若干利便性が向上したものの、国内航空運賃の低廉化、安価な高速バス利用の浸透など、長距離周遊旅行に鉄道が必ずしも選ばれないケースも増えていった。2002年度には約13万枚だった周遊きっぷの売り上げは、2011年度には約4万8000枚に落ち込んだことなどから、2013年3月31日からゾーン券が利用開始になるものをもって発売を終了し、全廃された。

## 周遊きっぷ
周遊きっぷは、ゾーン券、ゆき券（出発駅からゾーンまで）、かえり券（ゾーンから出発駅まで。ゆき券、かえり券の2枚を指してアプローチ券とも総称する）の3枚から構成される。ゾーン内のJR線では、特急（新幹線の一部を除く）および急行を含む普通列車の普通車自由席に乗車できる。一組の周遊きっぷには1つのゾーンのみ指定できる。ゾーン券のみを単独で購入することはできない。出発駅は全国JRどの駅にも設定できる。
有効期限は五日間。発売金額は、ゾーン券・ゆき券・かえり券の合計となる。ゾーン券の額はゾーン毎に決められている（周遊ゾーンの一覧を参照）。ゆき券・かえり券の額は各区間・経路の所定運賃の二割引（学割は三割引）である。ただし、東海道新幹線を利用し、片道の営業キロが201km以上600km以下となる場合は、所定運賃の5%引（学割は20%引）となる。

### 年表
当初67ヶ所設定されたゾーンは、年々統合や減少を続けてきた。
- 1998年4月1日 - 「周遊きっぷ」発売開始[3][7]。以下の67の周遊ゾーンを設定。
北海道ゾーン、札幌・道東ゾーン、札幌・道北ゾーン、札幌・道央ゾーン、札幌・道南ゾーン、釧網ゾーン、札幌近郊ゾーン、青函ゾーン、青森・十和田ゾーン、秋田・白神ゾーン、田沢湖・十和田湖ゾーン、盛岡・陸中海岸ゾーン、一ノ関・南三陸ゾーン、山寺・松島ゾーン、庄内・最上ゾーン、福島・蔵王ゾーン、福島・会津ゾーン、いわき・福島ゾーン、水戸・郡山ゾーン、日光・塩原ゾーン、水戸・鹿島ゾーン、北房総ゾーン、南房総ゾーン、上州・両毛ゾーン、越後・新潟ゾーン、越後湯沢・弥彦ゾーン、白根・越後湯沢ゾーン、白馬・諏訪ゾーン、妙高・軽井沢ゾーン、諏訪・かいじゾーン、東京ゾーン、湘南・熱海ゾーン、富士・箱根ゾーン、大井川・浜名湖ゾーン、三河湾・日本ラインゾーン、木曽路・恵那峡ゾーン、飛騨・奥飛騨ゾーン、鳥羽・熊野ゾーン、奥三河・伊那路ゾーン、富山・高岡ゾーン、加賀・能登ゾーン、越前・若狭ゾーン、近江路ゾーン、京阪神ゾーン、播磨ゾーン、南紀ゾーン、北近畿ゾーン、鳥取・倉吉ゾーン、松江・出雲ゾーン、石見(A)ゾーン、石見(B)ゾーン、岡山・倉敷ゾーン、福山・尾道ゾーン、広島・宮島ゾーン、津和野・秋芳・萩ゾーン、下関・北九州ゾーン、高松・松山ゾーン、徳島・室戸・高知ゾーン、四万十・宇和海ゾーン、四国ゾーン、九州ゾーン、福岡ゾーン、長崎・佐賀ゾーン、大分ゾーン、熊本ゾーン、宮崎ゾーン、鹿児島ゾーン
- 2002年10月1日 - 山陰ゾーン新設。以下の30の周遊ゾーン発売終了。
釧網ゾーン、秋田・白神ゾーン、盛岡・陸中海岸ゾーン、一ノ関・南三陸ゾーン、庄内・最上ゾーン、福島・会津ゾーン、いわき・福島ゾーン、水戸・郡山ゾーン、日光・塩原ゾーン、水戸・鹿島ゾーン、北房総ゾーン、南房総ゾーン、上州・両毛ゾーン、越後湯沢・弥彦ゾーン、白根・越後湯沢ゾーン、妙高・軽井沢ゾーン、諏訪・かいじゾーン、湘南・熱海ゾーン、富士・箱根ゾーン、大井川・浜名湖ゾーン、三河湾・日本ラインゾーン、木曽路・恵那峡ゾーン、鳥羽・熊野ゾーン、奥三河・伊那路ゾーン、播磨ゾーン、鳥取・倉吉ゾーン、松江・出雲ゾーン、石見(A)ゾーン、石見(B)ゾーン、福山・尾道ゾーン
- 2002年12月1日 - 北海道ゾーン10日間用が新設。
- 2003年4月1日 - 和歌山・高野山ゾーン新設。
- 2004年1月28日 - 青森・十和田ゾーン発売終了（1月27日利用開始分までの発売）。
- 2004年6月1日 - 青函ゾーン発売終了。
- 2004年12月1日 - 越後・新潟ゾーン、白馬・諏訪ゾーン発売終了。
- 2006年9月1日 - 和歌山・高野山ゾーン発売終了。
- 2010年4月1日 - 田沢湖・十和田湖ゾーン、山寺・松島ゾーン、福島・蔵王ゾーン発売終了。
- 2012年4月1日 - 以下の19の周遊ゾーンが発売終了。
北海道ゾーン（10日間用）、札幌近郊ゾーン、飛騨・奥飛騨ゾーン、富山・高岡ゾーン、加賀・能登ゾーン、越前・若狭ゾーン、近江路ゾーン、南紀ゾーン、北近畿ゾーン、山陰ゾーン、岡山・倉敷ゾーン、広島・宮島ゾーン、津和野・秋吉・萩ゾーン、下関・北九州ゾーン、高松・松山ゾーン、徳島・室戸・高知ゾーン、熊本ゾーン、宮崎ゾーン、鹿児島ゾーン
- 2013年3月31日 - 発売終了[5]。

### 購入方法
ゆき券の利用開始日の1か月前から「みどりの窓口」および旅行会社で発売される。ただし、ゾーン券に購入する駅および旅行会社が含まれる場合は購入できない。例えば、東京都内の駅の「みどりの窓口」・旅行会社の窓口では「東京ゾーン」のゾーン券を含む周遊きっぷを購入できない。
購入に際しては、出発駅（=帰着駅）、ゆき券・かえり券の経路および出入口駅（または航空便）を指定する。JRでは窓口で配布される専用の申込用紙に記入する。

#### 購入・利用に関する諸規定
- ゾーン券とゆき券・かえり券は、券は分かれているが一体のきっぷであり、ゾーン券使用中はかえり券を必ず所持していなければならない。なお、JR四国・JR九州では切り取り線で切り分けることができる、全てが一体となった補充券型のきっぷ（ゾーン名やゆき券・かえり券の発着駅・経路などはすべて手書きまたはゴム印で記入。ゾーンの詳細は別紙を添付）が存在した。
- 通常の乗車券と異なり、ゾーン券は在来線と新幹線を別の路線として扱う。そのため、ゾーン券で在来線に乗車できても、並行する新幹線に乗車することはできない（特急券のほかに乗車券も必要となる）ケースがある(特に、2012年4月1日以降は新幹線をゾーン内に含むケースが全くなくなった)。また、ゆき券・かえり券についても、東海道新幹線だけは在来線（東海道本線）とは別の路線として取り扱う（詳しくはゆき券・かえり券の発売条件の項を参照）。
- 使用開始前であれば、周遊ゾーン、ゆき券・かえり券の区間・経路を1回に限り変更できる。使用開始後は、東海道新幹線と東海道本線との相互の変更以外は不可となる。また、使用開始前の券片であれば、使用開始日を変更できる。
- 払い戻しは、すべての券片が未使用であれば、所定の手数料を差し引いて払い戻される。ゆき券のみを払い戻すことはできず、ゾーン券とかえり券を一緒に払い戻さなければならない。ゾーン券の使用後に払い戻す場合は、かえり券のみ払い戻すことができる（ゾーン券の払い戻しはできない）。

### アプローチ券
アプローチ券とは、乗車駅から、周遊ゾーンの入口（出口）駅との間を往復する切符「ゆき券」「かえり券」の総称である。ゆき券・かえり券の区間で特急・急行列車、指定席・グリーン車・寝台車などを利用する場合は、別に特急券・急行券、指定券・グリーン券・寝台券などを購入する必要がある。なお、これらはゆき券・かえり券とは別の扱いであるため、条件さえ満たせば特急券や急行券の乗継割引・エクスプレス予約などの割引制度も適用される。

#### 発売条件
ゆき券・かえり券の区間・経路は、通常の片道乗車券の要件
の他、複数の条件を満たす必要がある。
通常の片道乗車券の要件とは、具体的には次のようなものである。
- 出発駅とゾーンまでの経路は自由に指定でき、ゆき・かえりの経路が同一である必要はない（もちろん同一でもよい）。
- 運賃や有効期間は実際の乗車経路に従って計算する。
- 通常の乗車券と同様に、出発駅・帰着駅が特定都区市内駅に該当する場合は、その都区市内の中心駅を出発・帰着するものとして運賃・有効期間を計算する。
- 出入口駅が特定都区市内駅である場合は、その都区市内の中心駅に発着するものとして扱う。
- 経路特定・列車特定・選択乗車なども通常通り適用の対象となる。

また、ゾーンが北海道・四国・九州であれば、片道のみ指定された空港に発着する空路を利用することができる（航空券でゆき券もしくはかえり券を置き換える形になる）。この場合、航空券を同時に購入するか、予め購入した航空券（引換証）を提示する必要がある。航空券（航空運賃）の種類に制限はない。なお、出発・帰着する駅と空港が異なる地域にあってもよいが、空港への交通にJR線を利用する場合でもその区間をゆき券・かえり券の経路として組み込むことはできない。ゾーンに対して指定された空港とゾーン内の間の交通についても同様。
その他、以下のような周遊きっぷのゆき券・かえり券に特有の制限がある。
- ゆき券・かえり券はそれぞれJR線の営業キロで201キロ以上乗車しなければならない。
- 出発駅と帰着駅は同一でなければならない。
- ゾーンには出入口となる駅が指定されており、ゆき券は出発駅から周遊ゾーンの入口駅まで、かえり券は周遊ゾーンの出口駅から帰着駅までとなる。入口駅と出口駅は同一でも異なっていてもよい。なお、出入口に指定されていなければ、ゾーン区間の端に位置する駅であっても、その駅までのゆき券・かえり券は発売できない。
- ゆき券・かえり券は片道乗車券でなければならず、連続乗車券となってはいけない。また、他のトクトクきっぷや企画乗車券類（青春18きっぷなど）を組み込むこともできない。
- 「出入口駅、またはゾーン末端駅を在来線で通過して別の出入口駅まで」という経路のゆき券・かえり券は発売できない。例えば、本州から九州ゾーンへ入る際、一旦在来線でゾーン内に入ったあと小倉駅から博多駅まで山陽新幹線（九州ゾーンに含まれない）を利用したい場合、入口駅を博多駅とすることはできず入口駅を門司駅にしなければならない。同様の例として、肥前旭駅以南から長崎・佐賀ゾーンに入る場合、鳥栖駅（出入口駅）を鹿児島本線（ゾーンに含まれない）で通過して博多駅を出入口駅にすることもできない。一方、山陽新幹線で九州ゾーンに入る場合、入口駅は小倉駅から鹿児島中央駅間の山陽・九州新幹線停車駅のいずれ（新水俣駅・出水駅を除く）でもよい。
- 会社線を含むゆき券・かえり券は購入できない。ただし、線内を通過するJR線との直通列車がある以下の第三セクター鉄道は、両側をJR線に挟まれた形（通過）であれば利用可能である。この場合、JR線の運賃は通過連絡と同様に、会社線前後のJR線の営業キロ・運賃計算キロを通算して算出する。
  - IGRいわて銀河鉄道線・青い森鉄道線 盛岡・好摩・八戸・野辺地・青森の各駅相互間。（2010年12月4日から）
    - 2002年12月1日から2010年12月3日まではIGRいわて銀河鉄道線 盛岡駅 - 好摩駅間およびIGRいわて銀河鉄道線・青い森鉄道線 盛岡駅 - 八戸駅間。（好摩駅 - 八戸駅間のみの通過はできなかった。）

  - 北越急行ほくほく線
  - 伊勢鉄道伊勢線
  - 北近畿タンゴ鉄道宮津線・宮福線
  - 智頭急行智頭線
  - 土佐くろしお鉄道中村線
- バスを含むゆき券・かえり券も購入できないが、以下に挙げるJRバスは相当する区間のJR線を経路に含めることで乗車できる（高速バスの運賃は必要ない）。ただし、表記の区間のみの乗車に限られ、途中乗降や乗り越しは認められない。同区間に違う名前のバスが設定してある場合でも、表記の名称のバスの乗車に限られる（「ニュードリーム号」・「青春ドリーム号」・「東海道昼特急」などは利用できない）。昼行便は、ゆき券・かえり券の提示でそのまま乗車できるが、東名ハイウェイバスのS特急・超特急・直行の東京駅乗車時など、乗車地・便によっては、乗車前に窓口できっぷを提示して便の指定を受ける必要がある。夜行便を利用する場合には、別に「JR夜行バス周遊利用券」を必要とする（おとなの金額を区間の右側の＜ ＞内に示す。こども用・学割用もあり）。
  - 東名ハイウェイバス（昼行便）：東京駅 - 静岡駅間・東京駅 - 浜松駅間・東京駅 - 名古屋駅間・静岡駅 - 名古屋駅間
  - 名神ハイウェイバス（昼行便、JR東海バス・西日本JRバスに限る）：名古屋駅 - 京都駅間・名古屋駅 - 大阪駅間
  - ドリームなごや号、レディースドリームなごや号、ドリームとよた号（夜行便）：東京駅 - 名古屋駅間＜1,320円＞
  - ドリーム号、レディースドリーム号（夜行便）：東京駅 - 京都駅間＜1,420円＞・東京駅 - 大阪駅間＜1,420円＞
- 東海道新幹線に関しては、全区間に渡って東海道本線とは別の路線として扱う。そのため、経路として新幹線を指定した区間は在来線には乗車できず、逆に東海道本線を指定した区間では新幹線には乗れない。この扱いは東海道新幹線区間だけのもので、その他の新幹線については通常の片道乗車券と同じ条件で取り扱う。なお、使用開始後でも東海道新幹線と東海道本線相互間の経路変更を行うことはできるが、不足額が発生した場合は差額を徴収され、余剰額が発生しても払い戻しはない。
- 東海道新幹線以外の新幹線で、ゾーン内にある新幹線専用の出入口駅まで（から）経路として新幹線を指定していた場合、在来線の出入口駅区間から（まで）は選択乗車として在来線に乗ることはできない。
- ゆき券・かえり券の経路上の駅、及びゾーン内の各駅にて駅レンタカーを利用する場合、レンタカー料金が特別企画乗車券の『レール＆レンタカーきっぷ』を利用した場合と同額の割引を受けることが可能であった（2012年3月31日の利用開始分まで）。

#### 運賃
ゆき券・かえり券の運賃は、次のように計算する。
- JR線の運賃は2割引（学割は3割引）。いずれも10円未満の端数は切り捨て。
  - 会社線の運賃には割引が適用されない。しかし、学割を利用した場合に限り、青い森鉄道線を101km以上通過連絡する場合の同線運賃は2割引（10円未満の端数は切り上げ）となる。
- ただし、ゆき券またはかえり券の経路内に東海道新幹線を含み、東海道新幹線を含む券のJR線の距離が営業キロで600キロ以内である場合は5%引（学割は2割引）となる。
例：「東京ゾーン」を利用し、ゆき券は東海道新幹線で大阪市内（大阪駅）→東京駅（営業キロ556.4キロ）、かえり券は東海道本線で大船駅→大阪市内（大阪駅）（営業キロ509.9キロ）と指定した場合、ゆき券は通常運賃の5%引、かえり券は通常運賃の2割引となる。
この条件は東海道新幹線を経路に含んでいればその距離に関わらず適用される。

### ゾーン券
ゾーン券はそのエリアと発売額が決められており、ゾーンに指定された区間内では特急・急行・快速・普通列車の普通車自由席に乗車できる。ゾーンによっては私鉄やバスが含まれているものもあり、その区間内も乗降自由となる。ただしゾーン内に含まれる区間でも高速バスは除外されるなど条件付きの場合がある。
ただし、特急・急行列車の指定席やグリーン車、寝台車に乗車する場合は乗車券としての効力のみとなり、それぞれ指定席料金やグリーン料金、寝台料金だけでなく、特急・急行料金も必要となる。ゆき券またはかえり券とゾーン件を併用し、ゾーン外からゾーン内へ（ゾーン内からゾーン外へ）直通する特急・急行列車で自由席を利用する場合は入口駅からの（出口駅までの）特急・急行料金が必要となる。また、快速・普通列車のグリーン車（指定席、自由席）、普通車指定席を利用する場合は、それぞれグリーン料金、指定席料金が必要となる。
また、俗に“ヒルネ”と呼ばれる寝台特急の座席利用についても、別途「立席特急券」を購入しなければならない（立席特急券の料金は、自由席特急券と同額であるが、立席特急券は指定券の一種であるため）。
2012年3月31日まで設定されていたゾーンには新幹線区間（自由席利用）が含まれているものも存在した。

### 有効期間
有効期間はゆき券・ゾーン券・かえり券でそれぞれ別々に指定される。
ゆき券・かえり券については、片道乗車券の有効日数と同様に、ゆき券・かえり券の有効日数=乗車するJR線の営業キロ÷200＋1（小数点以下切り上げ）として計算される。ゾーン券の有効期間は、一律5日間である。
ゾーン券の有効開始日はゆき券の有効期間内でなければならず（最低1日は有効期間を重ねなければならない）、かえり券の有効開始日はゾーン券の有効期間内でなければならない（同様）。そのため、周遊きっぷ全体での最長の有効日数は、「ゆき券の有効日数+ゾーン券の有効日数+かえり券の有効日数-2」（日）となる。空路を利用する場合も同様で、ゆきに航空機を利用する場合、ゾーン券の有効開始日は航空機の搭乗日と同日となり、かえりに航空機を利用する場合、航空機の搭乗日はゾーン券の有効期間内でなければならない。
| ゆき券:   | ○○○ | ● |     |   |     |
| ゾーン券: |     | ● | ○○○ | ● |     |
| かえり券: |     |   |     | ● | ○○○ |

実際にはゾーン券の有効開始日はゾーン券の使用開始日となるため、入口駅から先へ進んだ時点でゆき券の残余日数は無効となる。同様に、仮にゾーン券の有効期間が残っていても、かえり券はゾーンを出る日から有効にしなければならない。ゾーン券の有効開始日は購入時に予め指定しなければならず、それより遅く使い始めるのは構わないが、その場合でも購入時に決まった有効期間の終了日は変化しない。
| ゆき券:   | ○ | ● | ・・・ | ・ | ・・ |
| ゾーン券: |   | ● | ○○○    | ●  |      |
| かえり券: |   |   |        | ●  | ○○○  |

特に、夜行列車などで日付の変わる直前にゾーンに入ったり、朝早くゾーンを出るときなどは、ゾーン券の有効日数のうちの1日をわずか数時間や数分で消費してしまうことがある。もしも日付が変わる直前に入口駅を通過したり、ゾーン内に入った直後に所用などでゾーン券を使わずに数日過ごす場合などは、入口駅から最低限必要な区間の乗車券を別途購入してゾーン券の使用開始日を遅らせるなどといった工夫が有効となることもある。これに関連して、ゆき券の有効期間内であれば、ゆき券を使用した後でもゆき券を持っているという前提で、あらかじめ設定したゾーン券とかえり券の使用開始日をそれぞれ前倒しするように変更することも可能である。

### 周遊ゾーンの一覧
周遊ゾーンは当初67種類設定されていたが、利用者の少なさを理由に2002年に30のゾーンが廃止され、以後いくつかの新設・廃止を経て、2012年4月時点で13の周遊ゾーンがあった。
以下に周遊ゾーンの一覧を挙げる。＜ ＞内はゾーン券のおとなの価格。こどもは半額（5円の端数を切り捨てるか切り上げるかはゾーンによって異なる）。

#### 2013年3月31日発売終了時点
以下の周遊ゾーンは2013年3月31日をもって発売廃止となった。
| 周遊ゾーン ＜ゾーン価格＞                    | 入口・出口駅 | 指定区間 | 補足事項 |
| -------------------------------------------- | --- | --- | --- |
| 北海道ゾーン ＜20,000円＞                    | 中小国駅 | - JR北海道：全線（本州内の海峡線を含む）。 - JR北海道バス：全線（札幌 - 旭川・帯広・紋別・えりも・広尾間の都市間バスとキロロリゾート線、臨時バス路線を除く）。 | 航空機利用可能。対象空港：新千歳空港・函館空港・帯広空港・釧路空港・旭川空港・女満別空港・根室中標津空港・稚内空港 |
| 札幌・道東ゾーン ＜12,000円＞                | 小樽駅・南千歳駅・追分駅・新旭川駅 | - JR北海道：函館本線小樽駅 - 旭川駅間、宗谷本線旭川駅 - 新旭川駅間、室蘭本線追分駅 - 岩見沢駅間、千歳線新千歳空港駅 - 南千歳駅 - 白石駅間、根室本線・石北本線・釧網本線・石勝線・富良野線の全線。 - JR北海道バス：札幌都市圏。 | 航空機利用可能。対象空港：新千歳空港・帯広空港・釧路空港・旭川空港・女満別空港・根室中標津空港 |
| 札幌・道北ゾーン ＜9,000円＞                 | 小樽駅・南千歳駅・追分駅・新得駅・新旭川駅 | - JR北海道：函館本線小樽駅 - 旭川駅間、室蘭本線追分駅 - 岩見沢駅間、千歳線新千歳空港駅 - 南千歳駅 - 白石駅間、根室本線滝川駅 - 新得駅間、宗谷本線・留萌本線・石勝線・富良野線の全線。 - JR北海道バス：札幌都市圏、深名線深川駅 - 幌加内 - 名寄駅間。 | 航空機利用可能。対象空港：新千歳空港・旭川空港・稚内空港 |
| 札幌・道央ゾーン ＜9,000円＞                 | ニセコ駅・登別駅・旭川駅・帯広駅 | - JR北海道：函館本線ニセコ駅 - 旭川駅間、室蘭本線登別駅 - 岩見沢駅間、根室本線滝川駅 - 帯広駅間、日高本線・千歳線・石勝線・札沼線・富良野線の全線。 - JR北海道バス：札幌都市圏、日勝線様似駅 - えりも岬 - 広尾駅間。 | 航空機利用可能。対象空港：新千歳空港・帯広空港・旭川空港 |
| 札幌・道南ゾーン ＜9,000円＞                 | 中小国駅（2004年5月31日まで、および2011年2月1日発売分から）・沼ノ端駅・南千歳駅・白石駅                                                               | - JR北海道：函館本線函館駅 - 白石駅間（大沼公園駅経由および東森駅経由）、室蘭本線長万部駅 - 沼ノ端駅間・室蘭駅 - 東室蘭駅間、江差線・海峡線・千歳線の全線。 - JR北海道バス：札幌都市圏。 - JR東日本：津軽線青森駅 - 中小国駅間。（2004年6月1日から2011年1月31日発売分まで） | - 2004年6月1日から2011年1月31日発売分までは青森駅が入口駅・出口駅であった。 - 航空機利用可能。対象空港：新千歳空港・函館空港 |
| 東京ゾーン ＜4,000円（2002年12月1日から）＞  | - 東京駅・品川駅（2003年10月1日から） - 新横浜駅・大船駅・橋本駅・高尾駅・拝島駅・上野駅（2002年12月1日から） - 大宮駅・取手駅・成田駅・蘇我駅        | - JR東日本：東海道本線東京駅 - 大船駅間（大井町駅経由および西大井駅経由）、東北本線東京駅 - 大宮駅間（王子駅経由および尾久駅経由、川口駅・浦和駅経由および戸田公園駅・与野本町駅経由）、中央本線神田駅 - 代々木駅間・新宿駅 - 高尾駅間、常磐線日暮里駅 - 取手駅間、総武本線東京駅 - 佐倉駅間・御茶ノ水駅 - 錦糸町駅間、八高線八王子駅 - 拝島駅間、外房線千葉駅 - 蘇我駅間、成田線佐倉駅 - 成田駅 - 我孫子駅間、山手線・赤羽線・南武線・鶴見線・根岸線・横須賀線・横浜線・青梅線・五日市線・武蔵野線・京葉線の全線。 - 東京臨海高速鉄道：全線。（2002年12月1日から） - 東京モノレール：全線。（2002年12月1日から） - JR東日本東北新幹線東京駅 - 大宮駅間。（2002年11月30日まで） | - 蘇我駅・成田駅を入口駅・出口駅に指定した場合、駅に至るすべての区間が東京近郊区間内であるため、「ご案内」に「ゆき券、かえり券は途中下車ができます。」の記載があるにもかかわらず、アプローチ券は1日限り有効・下車前途無効となる。 - 2002年11月30日までのゾーン価格は4,520円であった。 |
| 京阪神ゾーン ＜3,700円＞                     | 京都駅・新大阪駅・明石駅・亀岡駅・宝塚駅・木津駅・日根野駅・五条駅                                                                                    | - JR西日本：東海道本線京都駅 - 神戸駅間、山陽本線神戸駅 - 明石駅間・兵庫駅 - 和田岬駅間、山陰本線京都駅 - 亀岡駅間、福知山線尼崎駅 - 宝塚駅間、阪和線天王寺駅 - 日根野駅間・鳳駅 - 東羽衣駅間、関西本線木津駅 - JR難波駅間、和歌山線王寺駅 - 五条駅間、大阪環状線・桜島線・JR東西線・片町線・奈良線・桜井線・関西空港線・おおさか東線（2008年3月15日から）の全線。 - 嵯峨野観光鉄道：全線（利用の際には座席指定を受ける）。 - 西日本JRバス：高雄・京北線京都駅 - 栂ノ尾間、大阪駅・三ノ宮駅 - 東浦・洲本間（「大磯号」・「かけはし号」）。 | |
| 四国ゾーン ＜12,500円＞                      | 宇多津駅 | - JR四国：四国島内の全線（本四備讃線を除く）。 - 阿佐海岸鉄道：全線。 - 土佐くろしお鉄道：全線。 - JR四国バス：全線（高速バスを除く）。 | 航空機利用可能。対象空港：高松空港・徳島空港・高知空港・松山空港 |
| 四万十・宇和海ゾーン ＜4,260円＞             | 松山駅・高知駅 | - JR四国：予讃線松山駅 - 内子駅間・新谷駅 - 宇和島駅間・向井原駅 - 伊予大洲駅間、土讃線高知駅 - 窪川駅、内子線・予土線の全線。 - 土佐くろしお鉄道：中村線・宿毛線の全線。 - 宇和島自動車：宇和島駅 - 宿毛駅間。 | 航空機利用可能。対象空港：松山空港・高知空港 |
| 九州ゾーン ＜14,000円（2011年3月12日から）＞ | 門司駅・小倉駅・博多駅・新鳥栖駅・久留米駅・筑後船小屋駅・熊本駅・新八代駅・川内駅・鹿児島中央駅（新鳥栖駅以降の九州新幹線停車駅は2011年3月12日から） | - JR九州：九州島内の全線（山陽本線・九州新幹線を除く）。 - JR九州バス：九州島内の全線（福岡 - 宮崎・鹿児島間の高速バス・桜島定期観光バスを除く）。 | - 航空機利用可能。対象空港：福岡空港・北九州空港・佐賀空港（1999年から）・長崎空港・大分空港・熊本空港・宮崎空港・鹿児島空港 - ゾーン価格は15,000円（2004年3月12日まで）、14,500円（2004年3月13日〜2011年3月11日）と二度変更されている。                                              |
| 福岡ゾーン ＜4,500円＞                       | - 門司駅・小倉駅・博多駅・久留米駅（2011年3月12日から） - 筑後船小屋駅（2011年3月12日から） - 大牟田駅・中津駅・日田駅                                | - JR九州：鹿児島本線門司港駅 - 大牟田駅間、日豊本線小倉駅 - 中津駅間、久大本線久留米駅 - 日田駅間、筑豊本線・香椎線・篠栗線・日田彦山線・後藤寺線の全線。 - JR九州バス：直方線福間駅・博多駅 - 福丸 - 宮田（2008年春頃までは宮田町） - 新飯塚駅・直方駅間。 - JR九州バス：直方線宮田町 - 鞍手駅間、直方駅 - 内ヶ磯間、山鹿線瀬高駅 - 山鹿温泉間。（2006年春頃まで） | - 鳥栖駅は出入口駅ではないので、新鳥栖駅で新幹線を乗・下車して長崎本線経由でゾーン内に出入りすることはできない。 - 航空機利用可能。対象空港：福岡空港・北九州空港 |
| 長崎・佐賀ゾーン ＜4,000円＞                 | - 博多駅（姪浜駅からゾーンに出入りする場合に限る） - 鳥栖駅・新鳥栖駅（2011年3月12日から）                                                            | - JR九州：長崎本線・佐世保線・大村線・筑肥線・唐津線の全線。 - JR九州バス：嬉野線武雄温泉駅 - 嬉野温泉駅 - 平野橋 - 彼杵駅間、平野橋 - 牛の岳間。 | 航空機利用可能。対象空港：福岡空港・佐賀空港（1999年から）・長崎空港 |
| 大分ゾーン ＜4,000円＞                       | 中津駅・延岡駅・日田駅・豊後竹田駅 | - JR九州：日豊本線中津駅 - 延岡駅間、久大本線日田駅 - 大分駅間、豊肥本線豊後竹田駅 - 大分駅間。 - JR九州バス：臼三線臼杵駅 - 臼杵石仏 - 三重町駅間（2007年3月31日まで）、佐賀関線延命寺 - 坂ノ市駅 - 幸崎駅 - 佐賀関間（2003年3月31日まで）。 | 航空機利用可能。対象空港：大分空港 |

#### 過去
| 周遊ゾーン ＜ゾーン価格＞                              | 入口・出口駅 | 指定区間 | 補足事項 |
| ------------------------------------------------------ | --- | --- | --- |
| 北海道ゾーン（10日間用） ＜28,000円＞                  | 中小国駅 | - JR北海道：全線（本州内の海峡線を含む）。 - JR北海道バス：全線（札幌 - 旭川・帯広・紋別・えりも・広尾間の都市間バスとキロロリゾート線、臨時バス路線を除く）。 | - 航空機利用可能。対象空港：新千歳空港・函館空港・帯広空港・釧路空港・旭川空港・女満別空港・根室中標津空港・稚内空港                                                                               |
| 札幌近郊ゾーン ＜3,800円（2002年12月1日から）＞        | ニセコ駅・南千歳駅・岩見沢駅 | - JR北海道：函館本線ニセコ駅 - 岩見沢駅間、千歳線新千歳空港駅 - 南千歳駅 - 白石駅間、札沼線桑園駅 - 石狩当別駅間。 - JR北海道：室蘭本線登別駅 - 沼ノ端駅間、千歳線沼ノ端駅 - 南千歳駅間。（2002年11月30日まで） | - 航空機利用可能。対象空港：新千歳空港 - 2002年11月30日までは登別駅・沼ノ端駅も入口駅・出口駅であった。 - 2002年11月30日までのゾーン価格は4,000円であった。                                        |
| 釧網ゾーン ＜6,000円＞                                 | 帯広駅・北見駅 | JR北海道：根室本線帯広駅 - 根室駅間、石北本線北見駅 - 網走駅間、釧網本線の全線。 | 航空機利用可能。対象空港：帯広空港・釧路空港・女満別空港・中標津空港 |
| 青函ゾーン ＜7,000円＞                                 | - 八戸駅（2003年3月31日まで） - 三沢駅（2003年4月1日から） - 弘前駅・五所川原駅・森駅                                              | - JR北海道：函館本線函館駅 - 森駅間（大沼公園駅経由および東森駅経由）、江差線・海峡線の全線。 - JR東日本：東北本線八戸駅 - 青森駅間（八戸駅 - 三沢駅間は2003年3月31日まで）、奥羽本線弘前駅 - 青森駅間、五能線五所川原駅 - 川部駅間、大湊線・津軽線の全線。 - JRバス東北：十和田北線青森駅間 - 浅虫温泉駅、下北線田名部駅 - 大湊駅 - 脇野沢（2002年までは陸奥脇野沢）間。 | 航空機利用可能。対象空港：函館空港 |
| 青森・十和田ゾーン ＜6,500円（2002年12月1日から）＞    | 盛岡駅・大館駅・川部駅・中小国駅                                                                                                   | - JR東日本：東北新幹線盛岡駅 - 八戸駅間（2002年12月1日から）（立席で利用できる）、東北本線盛岡駅 - 青森駅間（盛岡駅 - 八戸駅間は2002年11月30日まで）、奥羽本線大館駅 - 青森駅間、花輪線・大湊線・津軽線の全線。 - IGRいわて銀河鉄道：いわて銀河鉄道線盛岡駅 - 二戸駅間。（2002年12月1日から） - JRバス東北：二戸線二戸駅 - 荒屋新町駅間、十和田東線八戸駅 - 十和田湖駅間（2002年12月1日から）、十和田南線十和田南駅 - 十和田湖駅間（2003年3月31日まで）、十和田北線十和田湖駅 - 青森駅 - 浅虫温泉駅間、下北線田名部駅 - 大湊駅 - 脇野沢（2002年までは陸奥脇野沢）間。 | 2002年11月30日までのゾーン価格は、6,300円。 |
| 秋田・白神ゾーン ＜4,810円＞                           | 田沢湖駅・大曲駅・秋田駅・十和田南駅・川部駅                                                                                       | - JR東日本：田沢湖線田沢湖駅 - 大曲駅間、花輪線十和田南駅 - 大館駅間、奥羽本線大曲駅 - 川部駅間、男鹿線・五能線の全線。 - JRバス東北：十和田南線十和田南駅 - 十和田湖駅間。 | |
| 田沢湖・十和田湖ゾーン ＜3,370円（2003年4月1日から）＞ | - 北上駅・新花巻駅・盛岡駅（2002年12月1日から） - 好摩駅（2002年11月30日まで） - 横手駅・秋田駅・大館駅                            | - JR東日本：東北新幹線北上駅 - 盛岡駅間（2002年11月30日まで）、東北本線北上駅 - 好摩駅間（盛岡駅 - 好摩駅間は2002年11月30日まで）、釜石線花巻駅 - 新花巻駅間、奥羽本線横手駅 - 大館駅間、北上線・田沢湖線（秋田新幹線「こまち」を立席で利用できる）・花輪線・男鹿線の全線。 - IGRいわて銀河鉄道：いわて銀河鉄道線盛岡駅 - 好摩駅間。（2002年12月1日から） - JRバス東北：十和田南線十和田南駅 - 十和田湖駅間。（2003年3月31日まで） | 新花巻駅・盛岡駅はゾーンの端にあるが2002年11月30日までは入口駅・出口駅ではなかった。 ゾーン価格は5,020円（2002年11月30日まで）、4,500円（2002年12月1日から2003年3月31日まで）と2回変更されている。 |
| 盛岡・陸中海岸ゾーン ＜6,180円＞                       | 花巻駅・新花巻駅・盛岡駅・好摩駅・八戸駅                                                                                           | - JR東日本：東北本線花巻駅 - 八戸駅間、東北新幹線新花巻駅 - 盛岡駅間、釜石線・山田線・岩泉線・八戸線の全線。 - 三陸鉄道：北リアス線の全線。 - JRバス東北：早坂高原線盛岡駅 - 龍泉洞前間、陸中海岸線岩泉駅 - 龍泉洞前 - 小本駅間、平庭高原線盛岡駅 - 沼宮内駅 - 久慈駅間（「スーパー久慈号」を除く）、軽米線二戸駅 - 久慈駅間。 | |
| 一ノ関・南三陸ゾーン ＜5,650円＞                       | 小牛田駅・古川駅・北上駅・花巻駅・新花巻駅・石巻駅・釜石駅                                                                         | - JR東日本：東北本線小牛田駅 - 花巻駅間、東北新幹線古川駅 - 新花巻駅間、陸羽東線小牛田駅 - 古川駅間、石巻線・気仙沼線・大船渡線・釜石線の全線。 - 三陸鉄道：南リアス線の全線。 - JRバス東北：古川線古川駅 - 築館町 - 一ノ関駅間（築館町 - 一ノ関駅間は1999年まで）、遠野線遠野駅 - 陸前高田駅間。 | |
| 山寺・松島ゾーン ＜3,300円（2002年10月1日から）＞      | 仙台駅・小牛田駅・前谷地駅・古川駅・山形駅・新庄駅                                                                                 | - JR東日本：東北新幹線仙台駅 - 古川駅間（2002年9月30日まで）、東北本線仙台駅 - 小牛田駅間・岩切駅 - 利府駅間、奥羽本線山形駅 - 新庄駅間、仙石線・仙山線・石巻線・左沢線・陸羽東線の全線。 - JRバス東北：古川線仙台駅 - 古川駅間（高速線は2002年4月1日から）。 | ゾーン価格は3,720円（1999年12月3日まで）、3,920円（1999年12月4日から2002年9月30日まで）と2回変更されている。                                                                                       |
| 庄内・最上ゾーン ＜4,040円（1999年12月4日から）＞      | 山形駅・羽前千歳駅・新庄駅・横手駅・村上駅・羽後本荘駅                                                                             | JR東日本：奥羽本線山形駅 - 横手駅間、羽越本線村上駅 - 羽後本荘駅間、左沢線・陸羽西線の全線。 | 1999年12月3日までのゾーン価格は3840円。 |
| 福島・蔵王ゾーン ＜3,500円（2002年10月1日から）＞      | 福島駅・岩沼駅・仙台駅・小国駅・天童駅                                                                                             | JR東日本：東北新幹線福島駅 - 仙台駅間（2002年9月30日まで）、東北本線福島駅 - 仙台駅間、奥羽本線福島駅 - 天童駅間、米坂線米沢駅 - 小国駅間、仙山線・左沢線の全線。 | ゾーン価格は3,890円（1999年12月3日まで）、3,990円（1999年12月4日から2002年9月30日まで）と2回変更されている。                                                                                       |
| 福島・会津ゾーン ＜5,540円＞                           | 新白河駅・福島駅・磐城棚倉駅・小野新町駅・喜多方駅・西若松駅・米沢駅                                                               | - JR東日本：東北本線新白河駅 - 福島駅間、東北新幹線新白河駅 - 福島駅間、水郡線磐城棚倉駅 - 安積永盛駅間、磐越東線小野新町駅 - 郡山駅間、磐越西線郡山駅 - 喜多方駅間、只見線会津若松駅 - 西若松駅間、奥羽本線福島駅 - 米沢駅間。 - JRバス東北：川俣線松川駅 - 川俣町間、福浪線福島駅 - 川俣町 - 浪江駅間。 - JRバス関東：白棚線白河駅 - 新白河駅 - 磐城棚倉駅 - ルネサンス棚倉間、磐城南北線磐城石川駅 - 小野新町駅間。 | |
| いわき・福島ゾーン ＜4,540円＞                         | 郡山駅・福島駅・白石蔵王駅・岩沼駅・いわき駅                                                                                       | - JR東日本：東北本線郡山駅 - 岩沼駅間、東北新幹線郡山駅 - 白石蔵王駅間、常磐線いわき駅 - 岩沼駅間、磐越東線の全線。 - JRバス東北：角田線船岡駅・角田駅 - 磐城角田 - 相馬駅間（1999年まで）、川俣線松川駅 - 川俣町間、福浪線福島駅 - 川俣町 - 浪江駅間。 | |
| 水戸・郡山ゾーン ＜3,570円＞                           | 安積永盛駅・郡山駅・水戸駅・いわき駅                                                                                               | JR東日本：東北本線安積永盛駅 - 郡山駅間、常磐線水戸駅 - いわき駅間、水郡線・磐越東線の全線。 | |
| 日光・塩原ゾーン ＜4,890円＞                           | 宇都宮駅・新白河駅 | - JR東日本：東北本線宇都宮駅 - 新白河駅間、東北新幹線宇都宮駅 - 新白河駅間、日光線・烏山線の全線。 - JRバス関東：塩原線西那須野駅・那須塩原駅 - 塩原温泉駅間、日塩線塩原温泉駅 - 逆杉 - 鬼怒川温泉駅間（2000年11月30日まで）。 | |
| 水戸・鹿島ゾーン ＜3,770円＞                           | 我孫子駅・水戸駅・小山駅・成田駅・香取駅                                                                                           | - JR東日本：常磐線我孫子駅 - 水戸駅間、成田線我孫子駅 - 成田駅 - 香取駅間、水戸線・鹿島線の全線。 - JRバス関東：霞ヶ浦線土浦駅 - 江戸崎 - 佐原駅間（江戸崎 - 佐原駅間は2000年11月30日まで）。 | |
| 北房総ゾーン ＜3,570円＞                               | 千葉駅・蘇我駅・成田駅 | - JR東日本：総武本線千葉駅 - 銚子駅間、外房線千葉駅 - 大網駅間、成田線佐倉駅 - 松岸駅間・成田駅 - 成田空港駅間、東金線の全線。 - JRバス関東：八日市場駅 - 成田駅間、多古 - 佐原駅間。 | 大網駅・香取駅はゾーンの端にあるが入口駅・出口駅ではない。 |
| 南房総ゾーン ＜3,920円＞                               | 蘇我駅・大網駅 | - JR東日本：外房線蘇我駅 - 安房鴨川駅間、内房線・久留里線の全線。 - JRバス関東：館山駅 - 洲の崎灯台前 - 安房自然村 - 野島崎灯台 - 安房白浜駅間、館山駅 - 安房自然村 - 長尾橋 - 安房白浜駅間、館山駅 - 長尾橋間、千倉駅 - 安房白浜駅間（「ポピー&ストロベリー号」、「くろしお号」を除く）。 | |
| 上州・両毛ゾーン ＜3,890円＞                           | 大宮駅・小山駅・高麗川駅・高崎駅・新前橋駅・安中榛名駅                                                                             | JR東日本：東北本線大宮駅 - 小山駅間、東北新幹線大宮駅 - 小山駅間、八高線高麗川駅 - 倉賀野駅間、上越線高崎駅 - 新前橋駅間、上越新幹線大宮駅 - 高崎駅間、信越本線高崎駅 - 横川駅間、北陸新幹線高崎駅 - 安中榛名駅間、川越線・高崎線・両毛線の全線。 | |
| 越後・新潟ゾーン ＜3,400円（2002年10月1日から）＞      | - 柏崎駅・宮内駅・長岡駅（1999年から） - 燕三条駅（2002年10月1日から） - 新潟駅・会津若松駅・小国駅・村上駅                        | JR東日本：信越本線柏崎駅 - 新潟駅間、上越新幹線長岡駅 - 新潟駅間（2002年9月30日まで）、磐越西線会津若松駅 - 新津駅間、羽越本線新津駅 - 村上駅間、米坂線小国駅 - 坂町駅間、越後線・弥彦線・白新線の全線。 | 2002年9月30日までのゾーン価格は3,890円。 |
| 越後湯沢・弥彦ゾーン ＜3,890円＞                       | 越後湯沢駅・只見駅・津南駅・柏崎駅・東三条駅・燕三条駅・吉田駅                                                                     | JR東日本：上越線越後湯沢駅 - 宮内駅間・越後湯沢駅 - ガーラ湯沢駅間、上越新幹線越後湯沢駅 - 燕三条駅間、只見線只見駅 - 小出駅間、飯山線津南駅 - 越後川口駅間、信越本線柏崎駅 - 東三条駅間、越後線柏崎駅 - 吉田駅間、弥彦線の全線。 | |
| 白根・越後湯沢ゾーン ＜5,390円＞                       | 高崎駅・新前橋駅・越後湯沢駅・軽井沢駅                                                                                             | - JR東日本：上越線高崎駅 - 越後湯沢駅間、上越新幹線高崎駅 - 越後湯沢駅間、信越本線高崎駅 - 横川駅間、北陸新幹線高崎駅 - 軽井沢駅間、吾妻線の全線。 - JRバス関東：長野原草津口駅 - 草津温泉駅 - 白根火山 - 万座・鹿沢口駅 - 軽井沢駅間（「草津・白根・浅間高原遊覧の旅」を除く）、万座・鹿沢口駅 - オークびゅう嬬恋間。 | |
| 白馬・諏訪ゾーン ＜3,320円＞                           | 下諏訪駅・辰野駅・塩尻駅・南小谷駅・長野駅                                                                                         | JR東日本：中央本線下諏訪駅 - 塩尻駅間（みどり湖駅経由および辰野駅経由）、大糸線松本駅 - 南小谷駅間、信越本線篠ノ井駅 - 長野駅間、篠ノ井線の全線。 | |
| 妙高・軽井沢ゾーン ＜5,990円＞                         | 小海駅・軽井沢駅・篠ノ井駅・直江津駅・戸狩野沢温泉駅                                                                               | - JR東日本：小海線小海駅 - 小諸駅間、北陸新幹線軽井沢駅 - 長野駅間、信越本線篠ノ井駅 - 直江津駅間、飯山線豊野駅 - 戸狩野沢温泉駅間。 - しなの鉄道：全線。 - JRバス関東：佐久平駅 - 小諸駅 - 高峰温泉間、佐久平駅 - 東白樺湖間、上田駅 - 菅平高原間。 | |
| 諏訪・かいじゾーン ＜4,130円＞                         | 大月駅・甲府駅・下諏訪駅・佐久平駅                                                                                                 | - JR東日本：中央本線大月駅 - 下諏訪駅間、小海線小海駅 - 佐久平駅間。 - JRバス関東：佐久平駅 - 東白樺湖間。 | |
| 湘南・熱海ゾーン ＜2,970円＞                           | 東神奈川駅・国府津駅・小田原駅・熱海駅・新横浜駅・橋本駅                                                                           | JR東日本：東海道本線東神奈川駅 - 熱海駅間、横浜線東神奈川駅 - 橋本駅間、根岸線・横須賀線・相模線・伊東線の全線。 | |
| 富士・箱根ゾーン ＜6,800円＞                           | 熱海駅・静岡駅・御殿場駅・甲府駅                                                                                                   | - JR東海：東海道本線熱海駅 - 静岡駅間、東海道新幹線熱海駅 - 静岡駅間（運賃のみ有効）、御殿場線御殿場駅 - 沼津駅間、身延線の全線。 - 伊豆箱根鉄道：駿豆線の全線。 - 富士急山梨バス：河口湖駅 - 本栖湖 - 下部温泉駅間、本栖湖 - 富士宮駅 - 新富士駅間。 - 富士急行バス：甲府駅 - 河口湖駅 - 山中湖 - 御殿場駅 - 日本ランド - 三島駅間。 | |
| 大井川・浜名湖ゾーン ＜5,100円＞                       | 静岡駅・豊橋駅 | - JR東海：東海道本線静岡駅 - 豊橋駅間、東海道新幹線静岡駅 - 豊橋駅間（運賃のみ有効）。 - 大井川鐵道：大井川本線の全線。 - 天竜浜名湖鉄道：全線。 - JR東海バス：遠江二俣 - 遠江西川間。 | |
| 三河湾・日本ラインゾーン ＜7,500円＞                   | 豊橋駅・名古屋駅・大垣駅・美濃太田駅・多治見駅・四日市駅                                                                           | - JR東海：東海道本線豊橋駅 - 大垣駅間、東海道新幹線豊橋駅 - 名古屋駅間（運賃のみ有効）、高山本線岐阜駅 - 美濃太田駅間、中央本線多治見駅 - 名古屋駅間、関西本線名古屋駅 - 四日市駅間、武豊線・太多線の全線。 - 名鉄（鉄道）：名古屋本線神宮前駅 - 枇杷島分岐点間、広見線犬山駅 - 新可児駅間、常滑線神宮前駅 - 太田川駅間、犬山線・モンキーパークモノレール線・河和線・知多新線の全線。 - 名鉄（バス）：犬山駅 - 明治村間、犬山駅 - リトルワールド間。 - 豊橋鉄道（鉄道）：渥美線の全線。 - 豊橋鉄道（バス）：豊橋駅 - 田原駅前 - 伊良湖岬間、豊橋駅 - 鳳来寺間。 - 愛知環状鉄道：全線。 - 東海交通事業：全線。 - 長良川鉄道：全線。 - 岐阜観光索道：全線。 - JR東海バス：瀬戸北線瀬戸記念橋駅 - 瀬戸追分駅 - 多治見駅間（2002年頃まで）、瀬戸西線名古屋駅・中志段味 - 瀬戸市駅 - 瀬戸追分駅 - 瀬戸記念橋駅間（名古屋駅発着は2001年3月22日まで、中志段味発着は2001年3月23日から）、高蔵寺駅 - 瀬戸追分駅間。 - 知多バス：河和駅 - 師崎間、上野間駅 - 南知多ビーチランド間。 - 岐阜バス：岐阜駅 - 公園前 - 長良川温泉間。 - 名鉄海上観光船：河和港 - 日間賀島 - 篠島 - 伊良湖港間、師崎港 - 伊良湖港間。 - 日本ライン観光（船）：日本ライン。                                                                    | |
| 木曽路・恵那峡ゾーン ＜5,100円＞                       | 塩尻駅・恵那駅 | - JR東海：中央本線塩尻駅 - 恵那駅間。 - おんたけ交通：木曽福島駅 - 御岳王滝間、木曽福島駅 - 西野間、木曽福島駅 - 木曽駒高原間、南木曽駅 - 妻籠 - 馬籠間。 - 濃飛バス：中津川駅 - 馬籠間、中津川駅 - 付知峡観光案内所前間。 - 東濃鉄道バス：恵那駅 - 恵那峡間。 - 東鉄商事（船）：恵那峡 - 美恵橋 - 恵那峡間。 | |
| 鳥羽・熊野ゾーン ＜5,900円＞                           | 松阪駅・紀伊勝浦駅 | - JR東海：紀勢本線松阪駅 - 新宮駅間、名松線・参宮線の全線。 - JR西日本：紀勢本線新宮駅 - 紀伊勝浦駅間。 | |
| 奥三河・伊那路ゾーン ＜6,800円＞                       | 豊橋駅・辰野駅 | JR東海：飯田線の全線。 | |
| 飛騨・奥飛騨ゾーン ＜3,780円（2006年12月1日から）＞    | 下呂駅・猪谷駅 | - JR東海：高山本線下呂駅 - 猪谷駅間。 - 濃飛バス：高山駅 - 平湯温泉 - 栃尾温泉 - 新穂高温泉間、栃尾温泉 - 奥飛騨温泉口駅 - 神岡間（奥飛騨温泉口駅 - 神岡間は2006年頃から）（2008年春頃までは特急バスは別に座席指定券が必要。2008年春頃からは特急バスは利用不可。）。 - 神岡鉄道：神岡線の全線。（2006年11月30日まで） | - 2006年11月30日までのゾーン価格は3,800円であった。 |
| 富山・高岡ゾーン ＜4,200円＞                           | 金沢駅・富山駅・越中八尾駅 | - JR西日本：北陸本線金沢駅 - 富山駅間、高山本線越中八尾駅 - 富山駅間、七尾線・氷見線・城端線の全線。 - 西日本JRバス：名金線金沢駅 - 森本駅 - 福光駅間。 - JR西日本：富山港線の全線。（2006年2月28日まで） - 西日本JRバス：福光駅 - 福光温泉間。（2001年11月30日まで） | |
| 加賀・能登ゾーン ＜4,300円（2005年4月1日から）＞       | 加賀温泉駅・津幡駅 | - JR西日本：北陸本線加賀温泉駅 - 津幡駅間、七尾線の全線。 - のと鉄道：全線。 - 西日本JRバス：名金線金沢駅 - 森本駅 - 深谷元湯間。 - 北陸鉄道バス：「城下まち金沢周遊号」、金沢市内地帯制区間内。 - 北鉄奥能登バス（2008年春頃までは能登中央バス）：穴水駅 - 輪島駅間（2001年4月1日から）、穴水駅 - 宇出津駅間（2002年4月1日から）。 - のと鉄道：能登線の全線（2005年3月31日まで）、七尾線穴水駅 - 輪島駅間（2001年3月31日まで）。 - 奥能登観光開発バス：宇出津 - 木ノ浦間。（2002年4月1日から2005年3月31日まで） - 西日本JRバス：奥能登線穴水駅 - 宇出津駅前 - 能登飯田 - 珠洲 - 狼煙 - 木ノ浦間。（2002年3月31日まで） | - 2005年3月31日までのゾーン価格は4,600円であった。 |
| 越前・若狭ゾーン ＜4,300円＞                           | 敦賀駅・加賀温泉駅・小浜駅 | - JR西日本：北陸本線敦賀駅 - 加賀温泉駅間、小浜線敦賀駅 - 小浜駅間、越美北線の全線。 - えちぜん鉄道：勝山永平寺線福井駅 - 永平寺口駅間、三国芦原線の全線。（2003年8月10日から） - 京福バス：福井駅 - 永平寺間（2002年12月1日から）、福井駅 - 越前岬間、東尋坊 - 三国港駅 - あわら湯のまち駅 - 芦原温泉駅 - 永平寺口駅（2003年までは東古市駅） - 永平寺間。 - 福井鉄道バス：武生駅 - 越前岬間。 - 京福バス：福井駅 - 芦原湯町駅間。（2002年12月1日から2003年8月9日まで） - 京福電気鉄道：越前本線福井駅 - 東古市駅間、永平寺線東古市駅 - 永平寺駅間、三国芦原線の全線。（2002年11月30日まで。ただし2001年6月25日以降はバス代行） - 西日本JRバス：若江線上中駅 - 明通寺 - 小浜駅 - 小浜新港間。（2002年3月31日まで） | |
| 近江路ゾーン ＜3,800円（2005年4月1日から）＞           | 米原駅・京都駅・敦賀駅・小浜駅・貴生川駅・宇治駅                                                                                   | - JR西日本：東海道本線米原駅 - 京都駅間、北陸本線米原駅 - 敦賀駅間、小浜線敦賀駅 - 小浜駅間、草津線貴生川駅 - 草津駅間、奈良線京都駅 - 宇治駅間、湖西線の全線。 - 近江鉄道：本線米原駅 - 八日市駅間、多賀線・八日市線の全線 - 西日本JRバス：若江線近江今津駅 - 上中駅 - 小浜駅間、高雄・京北線京都駅 - 栂ノ尾間。 - 近江鉄道バス：近江八幡駅 - 長命寺間、草津駅 - 烏丸半島間。 - 西日本JRバス：八幡線近江八幡駅 - 三雲駅間（2005年3月31日まで）、亀草線三雲駅 - 田村神社 - 貴生川駅間（2002年9月30日まで）、若江線明通寺・小浜駅 - 小浜新港間（2002年3月31日まで）。 | - 2005年3月31日までのゾーン価格は4,000円であった。 |
| 南紀ゾーン ＜5,000円（2002年10月1日から）＞            | 新宮駅・紀伊田辺駅（2002年10月1日から）                                                                                            | - JR西日本：紀勢本線新宮駅 - 紀伊田辺駅間。 - 熊野交通：新宮駅 - （川湯温泉 - 湯の峰温泉） - 熊野本宮 - 本宮大社前間（湯の峰温泉 - 熊野本宮間は2002年秋頃から）、紀伊勝浦駅 - 那智山間、橋杭岩 - 串本駅 - 潮岬・海中公園間（橋杭岩 - 串本駅間は1999年から）（定期観光バス・熊野古道スーパーエクスプレスを除く）。 - 明光バス：白浜駅 - 湯崎温泉 - アドベンチャーワールド - 白浜駅間（定期観光バスを除く）。 - 龍神バス：紀伊田辺駅 - 湯峰温泉 - 川湯温泉 - 本宮大社前間。（2003年10月1日から） - JR西日本：紀勢本線紀伊田辺駅 - 和歌山市駅間、和歌山線五条駅 - 和歌山駅間。（2002年9月30日まで） - 西日本JRバス：熊野線紀伊田辺駅 - 栗栖川間（2009年頃まで）、栗栖川 - 湯の峰温泉 - （川湯温泉） - 熊野本宮 - 本宮大社前間（2002年3月31日まで）、五新線新宮駅 - （川湯温泉 - 湯の峰温泉） - 熊野本宮 - 本宮大社前（2002年3月31日まで）。 - 熊野交通：紀伊勝浦駅 - くじら館間（2005年9月30日まで）、那智山 - 見晴台間（2001年9月30日まで）。 - 御坊南海バス：日の岬パーク間 - 御坊駅 - 道成寺間。（2002年9月30日まで） - 明光バス：椿駅 - 椿温泉間。（1999年から2002年1月20日まで） - 龍神バス：紀伊田辺駅 - 龍神温泉 - 護摩壇山間。（1999年まで） - 南海りんかんバス：高野山駅前 - 護摩壇山間。（1999年まで） | - 2002年9月30日までは和歌山駅・五条駅も入口駅・出口駅であった。 - 2002年9月30日までのゾーン価格は6,000円であった。                                                                                 |
| 北近畿ゾーン ＜4,800円＞                               | 園部駅・和田山駅・浜坂駅・小浜駅・篠山口駅・谷川駅                                                                                 | - JR西日本：山陰本線園部駅 - 浜坂駅間、小浜線小浜駅 - 東舞鶴駅間、福知山線篠山口駅 - 福知山駅間、舞鶴線の全線。 - 北近畿タンゴ鉄道：全線。 - 西日本JRバス：園福線園部駅 - 福知山駅間。 - 全但バス：江原駅 - 出石 - 豊岡駅間、浜坂駅 - 湯村温泉間。 - 西日本JRバス：園篠線園部駅 - 福住間（2002年9月30日まで）、福住 - 本篠山 - 篠山口駅間（2002年3月31日まで）、若江線小浜駅 - 小浜新港間（2002年3月31日まで）。 | |
| 和歌山・高野山ゾーン ＜3,500円＞                       | 新大阪駅・大阪駅・京橋駅・天王寺駅・橋本駅・海南駅                                                                                 | - JR西日本：東海道本線新大阪駅 - 大阪駅間、関西本線天王寺駅 - JR難波駅間、和歌山線橋本駅 - 和歌山駅間、紀勢本線海南駅 - 和歌山市駅間、大阪環状線・桜島線・阪和線・関西空港線の全線。 - 南海電気鉄道：全線。 - 和歌山バス・和歌山バス那賀：全線（高速バス、定期観光バス、粉河熊取線、岩出樽井線、自治体コミュニティ受託路線を除く）。 - 南海りんかんバス：高野山内全線（立里線、高野龍神線、洞川線を除く）。 | |
| 播磨ゾーン ＜4,200円＞                                 | 明石駅・西明石駅・姫路駅・相生駅・上郡駅・佐用駅・智頭駅・日生駅                                                                   | - JR西日本：山陽本線明石駅 - 上郡駅間、山陽新幹線西明石駅 - 相生駅間、姫新線姫路駅 - 佐用駅間、赤穂線相生駅 - 日生駅間。 - 智頭急行：全線（普通列車のみ）。 - 姫路市交通局（ロープウェイ）：書写山ロープウェイの全線。 - 姫路市交通局（バス）：姫路駅 - 姫路城 - 書写間。 | |
| 鳥取・倉吉ゾーン ＜3,600円＞                           | 浜坂駅・鳥取駅・倉吉駅 | - JR西日本：山陰本線浜坂駅 - 倉吉駅間。 - 全但バス：浜坂駅 - 湯村温泉間。 - 日本交通：鳥取駅 - 鳥取砂丘間、倉吉駅 - 羽合温泉間。 - 日ノ丸バス：鳥取駅 - 鳥取砂丘間、鳥取駅 - 白兎神社間、鳥取駅 - 吉岡温泉間、倉吉駅 - 三朝温泉間。 | |
| 松江・出雲ゾーン ＜4,400円＞                           | 大山口駅・大田市駅・根雨駅 | - JR西日本：山陰本線大山口駅 - 大田市駅間、伯備線根雨駅 - 伯耆大山駅間、木次線宍道駅 - 木次駅間、境線の全線。 - 一畑電気鉄道：北松江線・大社線の全線。 - 中国JRバス：雲芸本線出雲市駅 - 三刀屋 - 赤名間、松江駅 - 宍道駅 - 三刀屋間（1999年まで）、木次駅 - 三刀屋間（2000年3月31日まで）、大田線大田市駅 - 粕淵駅 - 赤名間。 - 日本交通・日ノ丸バス：米子駅 - 皆生温泉間。 - 一畑バス：出雲市駅 - 電鉄大社前駅 - 日御碕間。 | 木次駅はゾーンの端にあるが入口駅・出口駅ではない。 |
| 石見(A)ゾーン ＜4,500円＞                              | 大田市駅・益田駅 | - JR西日本：山陰本線大田市駅 - 益田駅間、三江線江津駅 - 石見川本駅間。 - 中国JRバス：因原駅 - 石見川本駅 - 大田市駅間、因原駅 - 江津駅間、浜田駅 - 美又温泉口間。 | 石見川本駅はゾーンの端にあるが入口駅・出口駅ではない。 |
| 石見(B)ゾーン ＜6,800円＞                              | 大田市駅・益田駅・広島駅 | - JR西日本：山陰本線大田市駅 - 益田駅間、三江線江津駅 - 石見川本駅間。 - 中国JRバス：因原駅 - 石見川本駅 - 大田市駅間、因原駅 - 江津駅間、広島駅 - 浜田駅 - 美又温泉口間。 | 石見川本駅はゾーンの端にあるが入口駅・出口駅ではない。 |
| 山陰ゾーン ＜5,300円＞                                 | 鳥取駅・出雲市駅・根雨駅 | - JR西日本：山陰本線鳥取駅 - 出雲市駅間、伯備線根雨駅 - 伯耆大山駅間、木次線宍道駅 - 木次駅間、境線の全線。 - 一畑電車（2006年3月31日までは一畑電気鉄道）：北松江線・大社線の全線。 - 日本交通：鳥取駅 - 鳥取砂丘間（ループ麒麟獅子を除く）、倉吉駅 - 羽合温泉間、米子駅 - 皆生温泉間。 - 日ノ丸バス：鳥取駅 - 鳥取砂丘間（ループ麒麟獅子を除く）、鳥取駅 - 白兎神社間、鳥取駅 - 吉岡温泉間、倉吉駅 - 三朝温泉間、米子駅 - 皆生温泉間。 - 一畑バス：松江駅 - 松江しんじ湖温泉駅間、出雲市駅 - 出雲大社前駅 - 出雲大社 - 日御碕間。 | - 木次駅はゾーンの端にあるが入口駅・出口駅ではない。 |
| 岡山・倉敷ゾーン ＜4,600円（2004年頃から）＞           | 吉永駅・岡山駅（新幹線以東方面から）・新倉敷駅（新幹線以西方面から）・笠岡駅・日生駅・児島駅・林野駅・東津山駅・備中神代駅・東城駅 | - JR西日本：山陽新幹線岡山駅 - 新倉敷駅間、山陽本線吉永駅 - 笠岡駅間、赤穂線日生駅 - 東岡山駅間、伯備線倉敷駅 - 備中神代駅間、本四備讃線茶屋町駅 - 児島駅間、姫新線林野駅 - 新見駅間、芸備線備中神代駅 - 東城駅間、宇野線・津山線・吉備線の全線。 - 岡山電気軌道：東山本線・清輝橋線の全線。（2003年4月1日から） - 中鉄バス：岡山駅 - 国分寺前 - 倉敷駅・総社駅間、岡山駅 - 総社駅・足守中之町・稲荷山間。（2004年頃まで） - 中国JRバス：両備線岡山駅 - 倉敷駅 - 茶屋町駅間（2003年3月31日まで）、倉敷駅 - 矢掛間（1998年頃まで）。 | - 2004年頃までのゾーン価格は4,800円であった。 |
| 福山・尾道ゾーン ＜4,000円＞                           | 笠岡駅・福山駅・三原駅・竹原駅 | - JR西日本：山陽本線笠岡駅 - 三原駅間、山陽新幹線福山駅 - 三原駅間、福塩線福山駅 - 上下駅間、呉線三原駅 - 竹原駅間。 - 鞆鉄道バス：福山駅 - 鞆の浦間。 - 本四バス：新尾道駅 - 尾道駅 - 瀬戸田間。（2000年11月30日まで） - 本四バス：新尾道駅 - 尾道駅 - 金山間、赤崎 - 瀬戸田間。（2000年12月1日から） | 上下駅はゾーンの端にあるが入口駅・出口駅ではない。 |
| 広島・宮島ゾーン ＜4,500円＞                           | 八本松駅・広島駅（新幹線以東方面から）・岩国駅・新岩国駅（新幹線以西方面から）・安浦駅                                             | - JR西日本：山陽新幹線広島駅 - 新岩国駅間、山陽本線八本松駅 - 岩国駅間、呉線安浦駅 - 海田市駅間、芸備線甲立駅 - 広島駅間、可部線の全線。 - JR西日本宮島フェリー（2009年3月31日まではJR西日本）：宮島航路の全線。 - 中国JRバス：雲芸南線広島駅 - 研創前間、広浜線広島駅 - 横川駅 - 可部駅間。 - JR西日本：可部線可部駅 - 三段峡駅間。（2003年11月30日まで） - 中国JRバス：雲芸南線研創前 - 井原市町間（2003年3月31日まで）、安芸線広島駅 - 鯛尾間（2003年3月31日まで）、鯛尾 - 呉ポートピア間（1999年まで）、岩益本線岩国駅 - 錦帯橋間（2002年まで）、錦帯橋 - 新岩国駅間（2001年3月31日まで）。 | - 甲立駅はゾーンの端にあるが入口駅・出口駅ではない。 |
| 津和野・秋芳・萩ゾーン ＜5,300円＞                     | 防府駅・新山口駅（2003年9月30日までは小郡駅、新幹線以東方面から）・新下関駅（新幹線以西方面から）・下関駅・益田駅                  | - JR西日本：山陽新幹線新山口駅 - 新下関駅間、山陽本線防府駅 - 下関駅間、山陰本線益田駅 - 幡生駅間・長門市駅 - 仙崎駅間、山口線・宇部線・小野田線・美祢線の全線。 - 中国JRバス：防府駅 - 山口駅間、新山口駅 - 湯田温泉通 - 萩駅 - 東萩駅間、新山口駅 - 秋吉台 - 美祢駅間。 - 防長交通：新山口駅 - 秋吉台 - 東萩駅間。 | |
| 下関・北九州ゾーン ＜4,800円＞                         | 長府駅・新下関駅（新幹線以東方面から）・長門市駅・小倉駅（新幹線以西方面から）・折尾駅・朽網駅・呼野駅                             | - JR西日本：山陽新幹線新下関駅 - 小倉駅間、山陽本線長府駅 - 下関駅間、山陰本線長門市駅 - 幡生駅間。 - JR九州：山陽本線下関駅 - 門司駅間、鹿児島本線門司港駅 - 折尾駅間、日豊本線小倉駅 - 朽網駅間、筑豊本線若松駅 - 折尾駅間、日田彦山線城野駅 - 呼野駅間。 - サンデン交通：長府駅 - 新下関駅 - 火の山 - 下関駅 - 幡生駅 - 川棚温泉駅 - 川棚温泉間。 | |
| 高松・松山ゾーン ＜7,300円＞                           | 宇多津駅・松山駅・琴平駅・栗林公園北口駅                                                                                           | JR四国：予讃線高松駅 - 松山駅間土讃線多度津駅 - 琴平駅間、高徳線高松駅 - 栗林公園北口駅間。 | - 航空機利用可能。対象空港：高松空港・松山空港 |
| 徳島・室戸・高知ゾーン ＜6,950円＞                     | 徳島駅・阿波池田駅・高知駅 | - JR四国：土讃線阿波池田駅 - 高知駅間、牟岐線の全線。 - 阿佐海岸鉄道：全線。 - 土佐くろしお鉄道：ごめん・なはり線の全線。（2002年夏頃から） - 土佐電ドリームサービス（2005年頃までは土佐電気鉄道）：はりまや橋 - 安芸駅間。高知駅 - はりまや橋間（2007年まで）、知寄町三丁目 - 大津領石通 - 小篭通間（2004年頃まで）、潮見台通 - 後免町通 - 高知龍馬空港 - 野市 - 幟立間（2008年頃まで） - 高知東部交通：安芸駅 - 奈半利駅 - 室戸岬 - 甲浦駅間。 | - 航空機利用可能。対象空港：徳島空港・高知空港 |
| 熊本ゾーン ＜3,800円（2004年3月13日から）＞            | - 大牟田駅・熊本駅（2011年3月12日から） - 新八代駅（2004年3月13日から） - 豊後竹田駅・吉松駅                                       | - JR九州：鹿児島本線大牟田駅 - 八代駅間、豊肥本線熊本駅 - 豊後竹田駅間、肥薩線八代駅 - 吉松駅間、三角線の全線。 - JR九州：鹿児島本線八代駅 - 出水駅間。（2004年3月12日まで） - JR九州バス：山鹿線肥後大津駅 - 菊池温泉 - 山鹿温泉間。（2006年春頃まで） | - 航空機利用可能。対象空港：熊本空港 - 2004年3月12日までは出水駅も入口駅・出口駅であった。 - 2004年3月12日までのゾーン価格は4,000円であった。                                                      |
| 宮崎ゾーン ＜3,800円（2004年4月1日から）＞             | 延岡駅・隼人駅・吉松駅 | - JR九州：日豊本線延岡駅 - 隼人駅間、肥薩線吉松駅 - 隼人駅間、日南線・宮崎空港線・吉都線の全線。 - JR九州バス：宮林線小林駅 - 宮崎駅（2004年3月31日まで）、国分線国分駅 - 鹿児島空港間（2000年頃まで） | - 航空機利用可能。対象空港：宮崎空港・鹿児島空港 - 2004年3月31日までのゾーン価格は4,000円であった。                                                                                                |
| 鹿児島ゾーン ＜3,800円（2004年3月13日から）＞          | - 都城駅・鹿児島中央駅（2004年3月13日から） - 吉松駅                                                                               | - JR九州：日豊本線都城駅 - 鹿児島駅間、鹿児島本線鹿児島中央駅（2004年3月12日までは西鹿児島駅） - 鹿児島駅間、肥薩線吉松駅 - 隼人駅間、吉都線・指宿枕崎線の全線。 - JR九州バス：鹿児島駅・鹿児島中央駅 - 桜島桟橋 - 宮之城間（桜島定期観光バスを除く）。 - JR九州：鹿児島本線出水駅 - 西鹿児島駅間。（2004年3月12日まで） - JR九州バス：国分線鹿児島空港 - 国分駅 - 桜島口 - 垂水港間（2000年頃まで）、桜島口 - 桜島港間（1999年まで）、山川線山川港 - 山川駅 - 開聞岳 - 長崎鼻 - 枕崎駅間（2000年頃まで）。 | - 航空機利用可能。対象空港：鹿児島空港・宮崎空港 - 2004年3月12日までは出水駅も入口駅・出口駅であった。 - 2004年3月12日までのゾーン価格は4,000円であった。                                          |

## 周遊券

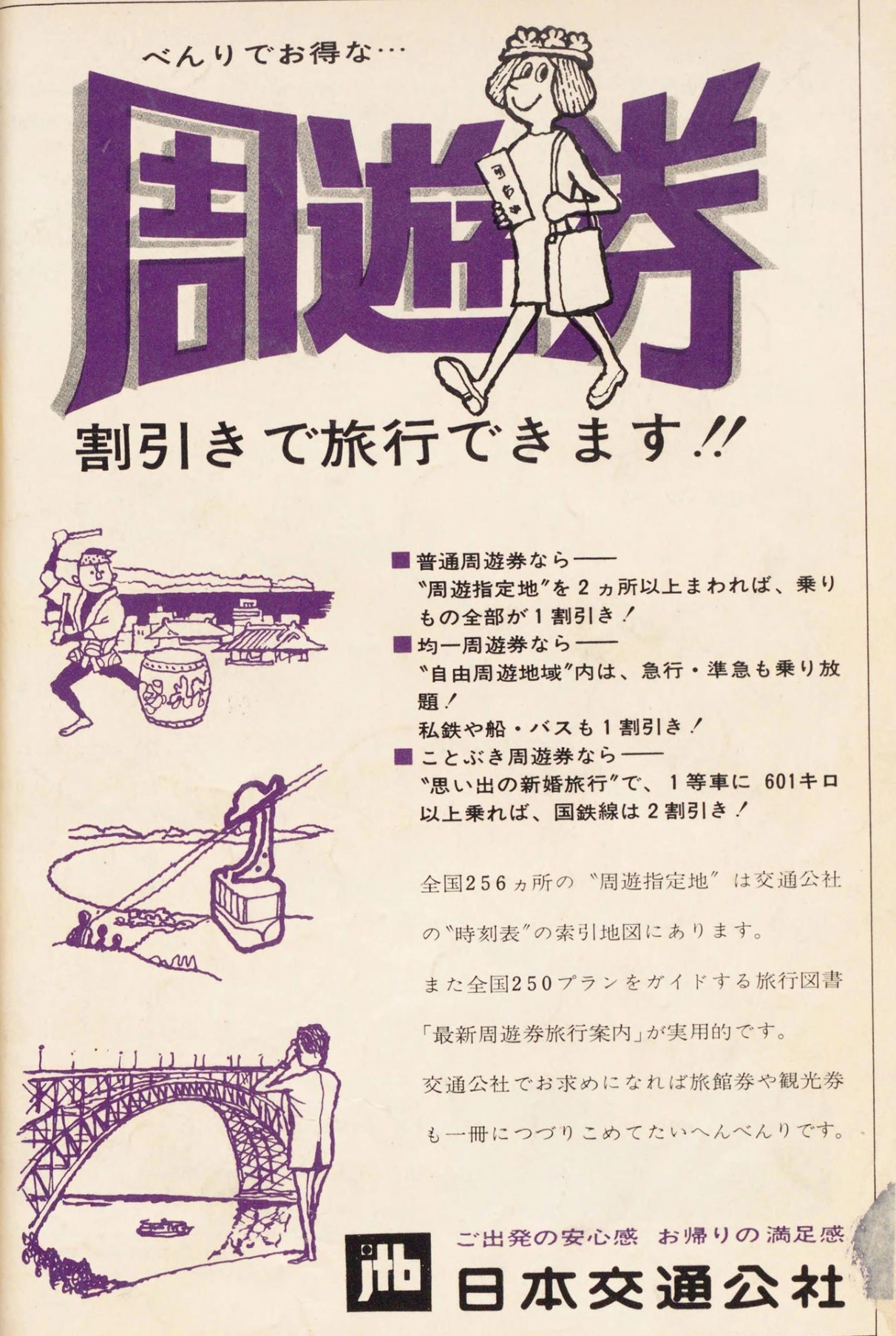
JTB広告　国鉄周遊券

日本国有鉄道においては、1955年より周遊割引乗車券（周遊券）を制定した。オーダーメイド型の普通周遊乗車券と、レデイメイド型の均一周遊乗車券に大別され、一般周遊乗車券は国鉄窓口ではなく日本交通公社（JTB）などの旅行代理店で購入する必要があった一方、均一周遊乗車券は国鉄窓口でも発売されていた。民営化後JR各社の全面直営となった旅行センターでは、一般周遊乗車券はJR九州の一部店舗で扱うのみだった。

第1条　この規程は、日本国有鉄道が指定する観光地(以下「周遊指定地」という。)を周遊する旅客に対し、旅客運賃の割引きを行なうことによって、周遊旅客の利便と周遊旅行の増進とを図ることを目的とする。

第3条1　この規程によって周遊旅行を行なう旅客に対して発売する周遊割引乗車券の種類は、普通周遊乗車券及び均一周遊乗車券の2種とする。

2 均一周遊乗車券は、北海道周遊乗車券、東北周遊乗車券、南近畿周遊乗車券、山陰周遊乗車券、四国周遊乗車券及び九州周遊乗車券とし、各均一周遊乗車券に東京発用、名古屋発用、大阪発用及び博多発用(南近畿周遊乗車券については大阪発用を、四国周遊乗車券及び九州周遊乗車券については博多発用を除く。)を設ける。
—周遊旅客運賃割引規程（昭和30·1·20 日本国有鉄道公示第20号）
数々の改定を経て、1972年以降、JR発足後もしばらくの間、以下の種類の周遊券が設定されていた。また、周遊券に関する規定として「周遊割引乗車券発売規則」を定め、1983年に特別企画乗車券制度が制定されても、周遊券は別の取り扱いとした。周遊券には、特別企画乗車券と同じように、券の左上に丸で囲った「遊」のマークがある。

### 一般周遊券 （普通周遊乗車券）
1955年（昭和30年）に発売された、下記の条件を満たせば、旅客自身が自由に旅程を決めることができる周遊券である。
- 日本各地に設定した周遊指定地（117か所）を2か所以上（上限はない）訪れること[10][11]。ただし、特定周遊指定地（14か所）を訪れる場合は1か所でよい（1980年〈昭和55年〉から）。なお、管理局（国鉄時代）・支社等（JR化後）指定により、管内の周遊指定地1か所のみで「ワンポイント周遊券」としても発売された。また、準周遊指定地は何か所訪れても上記の「1か所」には含めない。（準周遊指定地は、時刻表に「遊」マークのある定期観光バスに乗車する（乗車券を行程に含める）ことによって「１か所」に数える。）
- 出発地と帰着地は同一市町村・東京23区内とすること[10]。同一市町村・東京23区内であれば、発着駅は異なっていてもよい。
- 国鉄線・連絡する会社線（経由社線・指定地接続線）の乗車券区間が、全て連続している（同一市町村内・東京23区内各駅と特別に乗り換えを認める区間以外に、乗車券の連続しない区間がない）こと[10]。
- 国鉄線・鉄道連絡船・国鉄高速バス（1968年〈昭和43年〉以降）を営業キロで101キロ（1964年〈昭和39年〉以降201キロ）以上利用すること[10][12]。ことぶき周遊券は二等車限定で600キロ以上[12]。
- 必要な乗車船券をすべて一括で購入すること[10][12]。
- 出発地から周遊指定地（準周遊指定地を含む。以下同様）まで、周遊指定地間、最終周遊指定地から出発地までの何れも著しく迂回とならない経路を選択すること。ただし、「著しく迂回」の定義があいまいで、発券取扱い者の裁量に任されていた他、1か所には数えないものの準周遊指定地となっている国鉄駅（JR駅）も数多くあったことから、見た目が迂回でもそれらの駅を経由することで多くの周遊地を訪れている（周遊地の上限はない）という解釈も可能だった。

運賃は、正規の運賃から、国鉄線・連絡船2割引（発売当初は1割引）、国鉄バス・会社線1割引にし、有効期間1か月として発売した。当初は近隣の指定地を回ることで往復乗車券としての利用を抑制するため、指定地間の運賃が他の運賃の10 %以上なければいけなかったが、1964年（昭和39年）に廃止された。
なお、この場合の乗車券は別に規定がない限り「普通乗車券」と同じ規則・規定が適用され、不乗区間の距離通算（遠距離低減制の適用）や指定地接続線などを別途片道（往復）として購入することも任意であった。
- 1959年（昭和34年）には、新婚旅行客向けに「ことぶき周遊券」を設定した。当初は1等または2等を601キロ以上乗車する場合に発売していたが、数々の改定の後、新婚旅行であるか否かに関わらず、夫婦向けの「グリーン周遊券」となった。発売条件は一般周遊券と同じであるが、加えてグリーン車またはA寝台を201キロ以上利用することも条件であった。運賃は一般周遊券と同じ割引率であったが、加えて特急料金・急行料金・グリーン料金・指定席料金が2割引であった。ただし、1992年（平成4年）から運転を開始する「のぞみ」の特急料金は割引を適用しなかった。この他、「ことぶき周遊券」、「グリーン周遊券」の新婚旅行利用時には、見送り用の入場券が10枚無料で添付された。

普通周遊券は、旅行日程に切符を冊子つづりにして発行され、改札においては順番にちぎって渡す形であった。また途中下車も自由であった。
なお、周遊指定地は国鉄が決めていたため、観光地が周遊指定地に指定されると、「国（実際には国直営ではなく公共企業体日本国有鉄道である）から観光地としてお墨付きをもらった」という一種のステータスがつくため、「ぜひ我が街の名所を周遊指定地に」といった陳情が国鉄に行われたケースも多い。また、駅名標と並べられた名所案内にも「国鉄周遊指定地」と表記されていることも多かった。これはJR化後も引き継がれて「JR周遊指定地」と記されていた。
こうした経緯もあり、周遊券の廃止により「周遊指定地」の意味がなくなっても、すぐに時刻表地図から元の周遊指定地を消すわけにはいかず、「周遊おすすめ地」というやや苦しい表記に変更された。『JR時刻表』では現在でも掲載が続いているが、サイズが小さい『コンパス時刻表』などではすでに掲載を取りやめており、『JTB時刻表』でも2017年11月号から掲載を取りやめている。

### 均一周遊乗車券

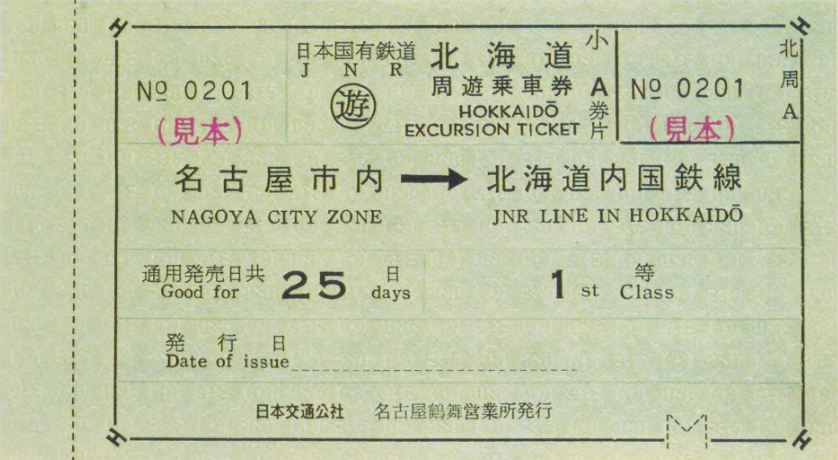
国鉄均一周遊乗車券（北海道）

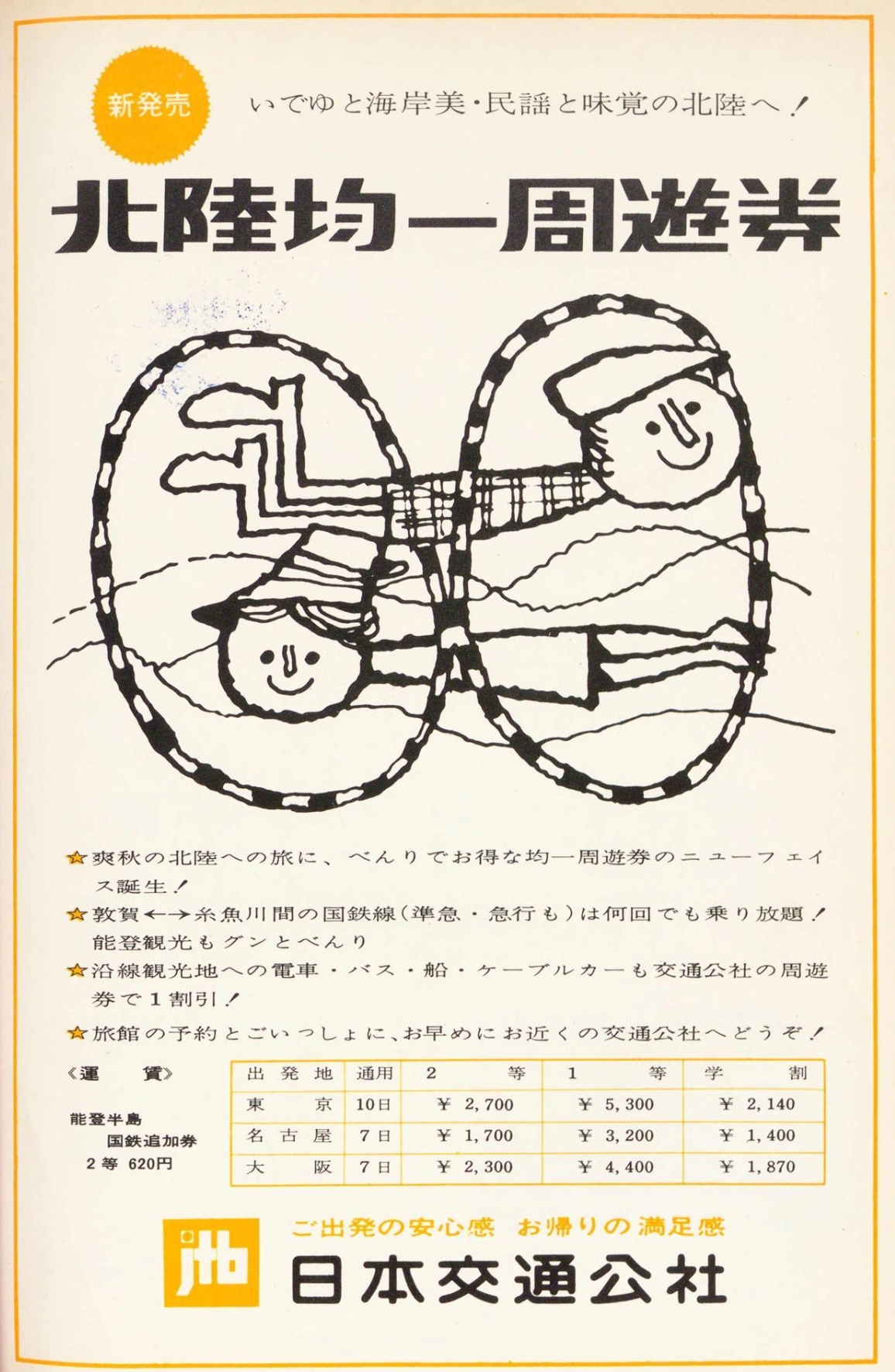
JTB広告　北陸均一周遊券

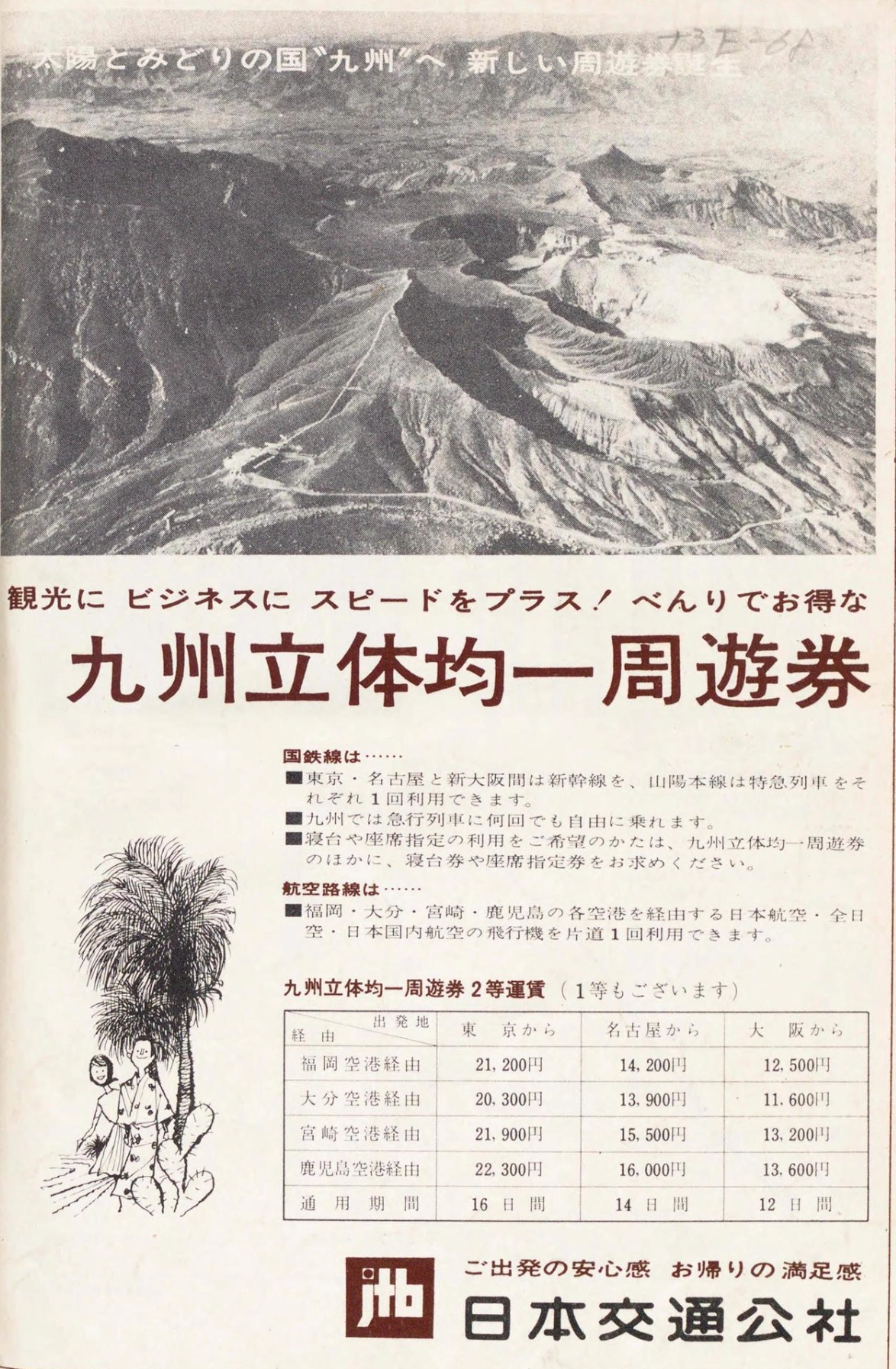
JTB広告　九州立体均一周遊券

自由乗車エリアが広範囲であるワイド型と、範囲を絞ったミニ型の二種類が存在した。
例：「東北ワイド」「北陸ワイド」「京阪神ミニ」「福岡・唐津ミニ」など。

#### ワイド周遊券（ミニ周遊券登場以後、「一般用均一周遊乗車券」）
1956年（昭和31年）に発売された、需要の見込まれる地域から周遊地域への往復分の国鉄乗車券（九州、四国では片道関西汽船を利用できるものもあった）と、周遊地域での国鉄線が乗り降り自由（自由周遊区間）となる周遊券。あらかじめ指定し、特定の運賃としたため、駅で常備でき、旅客からの申し出ですぐに発券できた。出発地と自由周遊区間の往復は、出発地ごとにあらかじめ定められたいくつかの経路の中から選べ、往復の経路は異なっていても良く、途中下車も可能であった。
有効期限は7 - 20日間。また、均一周遊乗車券では、経路上・自由周遊区間の周遊指定地への指定地接続線も1割引で購入できた。長期休暇のある学生の需要を期待し、学割は普通乗車券の2割引に対し3割引とした。
きっぷはA券片とB券片のセットで、出発地から自由周遊区間までの移動時はA券片とB券片を携行し、自由周遊区間に入って最初に下車した駅でA券片を駅係員に渡し、自由周遊区間内を移動中と、自由周遊区間から出発地に帰るときにはB券片のみ携行するようになっていた。
- 最初に指定されたのは北海道で[6]、以後、九州、四国、東北…と徐々に拡大していった。後に、ゆき・かえり、及び自由周遊区間で急行列車の普通車自由席の利用を認めた。特急列車が増加すると、自由周遊区間内に限り、特急列車の普通車自由席の利用を認めた。しかし、急行列車の指定席および、特急・急行列車のグリーン車、寝台車の利用時（座席利用も含む）に特急、急行料金（普通車自由席利用時と同額）免除はなかった。

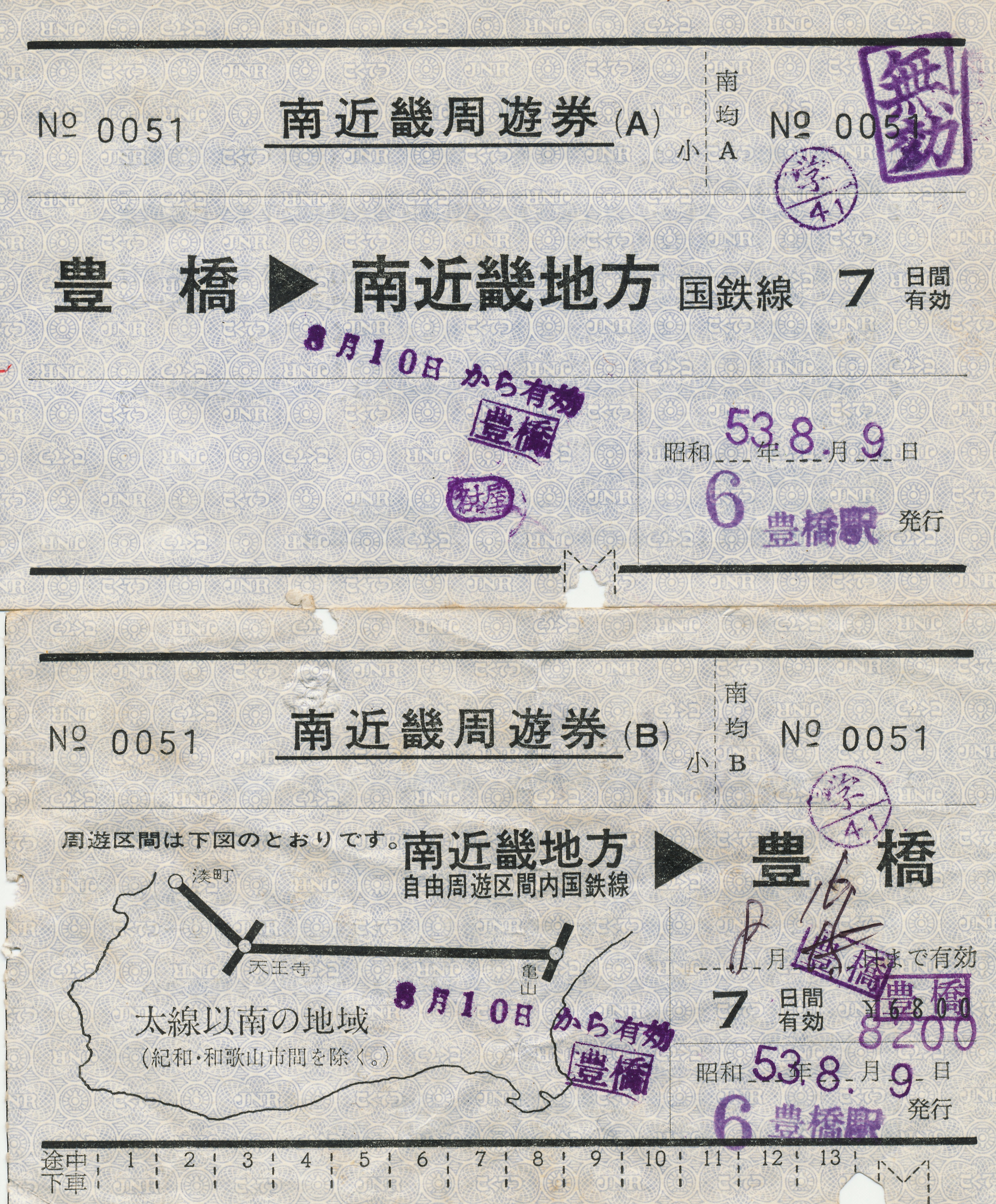
航空機の増発と利便性の向上により、東京と北海道・九州間の鉄道のシェアが減少し始めたことから、1965年（昭和40年）から新たに、片道は国鉄線・片道は航空機を利用することができる「立体周遊券」（北海道[11]・九州）を設定した。これが発展して、自由周遊区間までの往復の交通機関（国鉄線・JR線、航空機、船舶）を旅客自身が決めることができる「ニューワイド周遊券」（北海道・四国・九州）となった[5]（往復の交通機関のきっぷは同時購入。往復の運賃は、指定された交通機関に限り、一般周遊券と同率の運賃の割引をする。航空機は各航空会社が設定した割引運賃を適用する）。
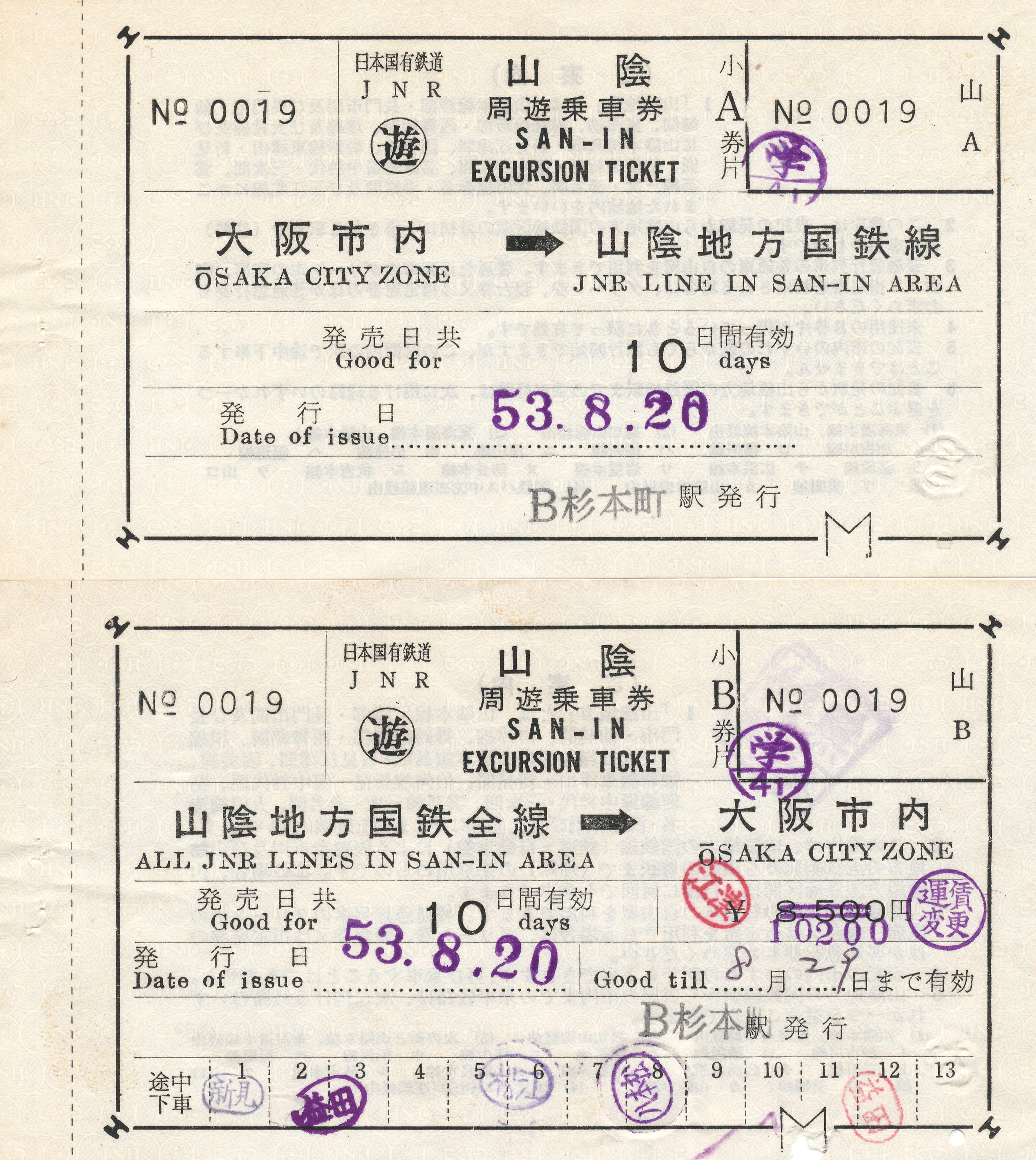
以後、北海道ワイド周遊券で十和田湖周辺を行きまたは帰りに通過できるオプション券の発売、北陸ワイド周遊券で周遊地に能登を追加する「能登付随券」、東日本の信州ワイド周遊券[17] で片道だけ名古屋経由にできる「名古屋経由券」が設定された。
- 南近畿ワイド周遊券はJR化後もしばらくは紀和〜和歌山市間の利用は認められず、和歌山市まで行く場合は、紀和〜和歌山市間の乗車券が必要（急行列車の自由席利用の場合は急行券も必要）であったが、後に紀和〜和歌山市間の利用も認めた。国鉄バス・JRバスには一部で利用できない路線もあった。一方、自由周遊区間内・出発地からの経路に接続する経由社線・指定地接続線に指定された社線区間（国鉄・JR線は除く）については、一般周遊券と同様に1割引で別途購入が可能であった。（下記の「ミニ周遊券」も同様）

| 出発駅     | 等級            | 北海道周遊券 | 東北周遊券 | 南近畿周遊券 | 四国周遊券 | 九州周遊券 |
| ---------- | --------------- | ------------ | ---------- | ------------ | ---------- | ---------- |
| 東京都区内 | 三等            | 3,700        | 3,200      | 3,200        | 4,000      | 4,900      |
| 東京都区内 | 二等            | 8,700        | 7,700      | 7,800        | 9,400      | 11,700     |
| 東京都区内 | 学割            | 2,500        | 2,430      | 2,430        | 3,060      | 3,670      |
| 東京都区内 | 二/三等異級     | 4,200        | N/A        | N/A          | N/A        | N/A        |
| 東京都区内 | 学割二/三等異級 | 3,200        | N/A        | N/A          | N/A        | N/A        |
| 東京都区内 | 【有効期間】    | 18日         | 12日       | 12日         | 16日       | 20日       |
| 名古屋市内 | 三等            | 4,000        | 4,300      | 1,600        | 2,900      | 4,300      |
| 名古屋市内 | 二等            | 9,600        | 10,300     | 3,900        | 6,700      | 10,200     |
| 名古屋市内 | 学割            | 2,600        | 3,280      | 1,340        | 2,240      | 3,230      |
| 名古屋市内 | 二/三等異級     | 4,500        | N/A        | N/A          | N/A        | N/A        |
| 名古屋市内 | 学割二/三等異級 | 3,300        | N/A        | N/A          | N/A        | N/A        |
| 名古屋市内 | 【有効期間】    | 20日         | 16日       | 5日          | 12日       | 18日       |
| 大阪市内   | 三等            | 4,100        | 4,440      | N/A          | 2,200      | 4,000      |
| 大阪市内   | 二等            | 9,800        | 10,500     | N/A          | 5,100      | 9,600      |
| 大阪市内   | 学割            | 2,700        | 3,360      | N/A          | 1,800      | 3,060      |
| 大阪市内   | 二/三等異級     | 4,600        | N/A        | N/A          | N/A        | N/A        |
| 大阪市内   | 学割二/三等異級 | 3,300        | N/A        | N/A          | N/A        | N/A        |
| 大阪市内   | 【有効期間】    | 22日         | 18日       | N/A          | 19日       | 16日       |

- 南近畿ワイド
- 山陰ワイド

#### ミニ周遊券 （特殊用均一周遊乗車券）
1970年（昭和45年）、大阪万博輸送以後の旅客減少傾向の歯止めに発売開始された周遊券で、従来の均一周遊乗車券（ワイド周遊券）に比べて自由周遊区間を狭く、価格を低く、有効期間を短く設定した。ゆき・かえり、及び自由周遊区間で急行列車の普通車自由席の利用を認めた。ただし、自由周遊区間内の特急列車の普通車自由席利用は認めず、急行列車の指定席、グリーン車、寝台車の利用時に急行料金免除はなかった。

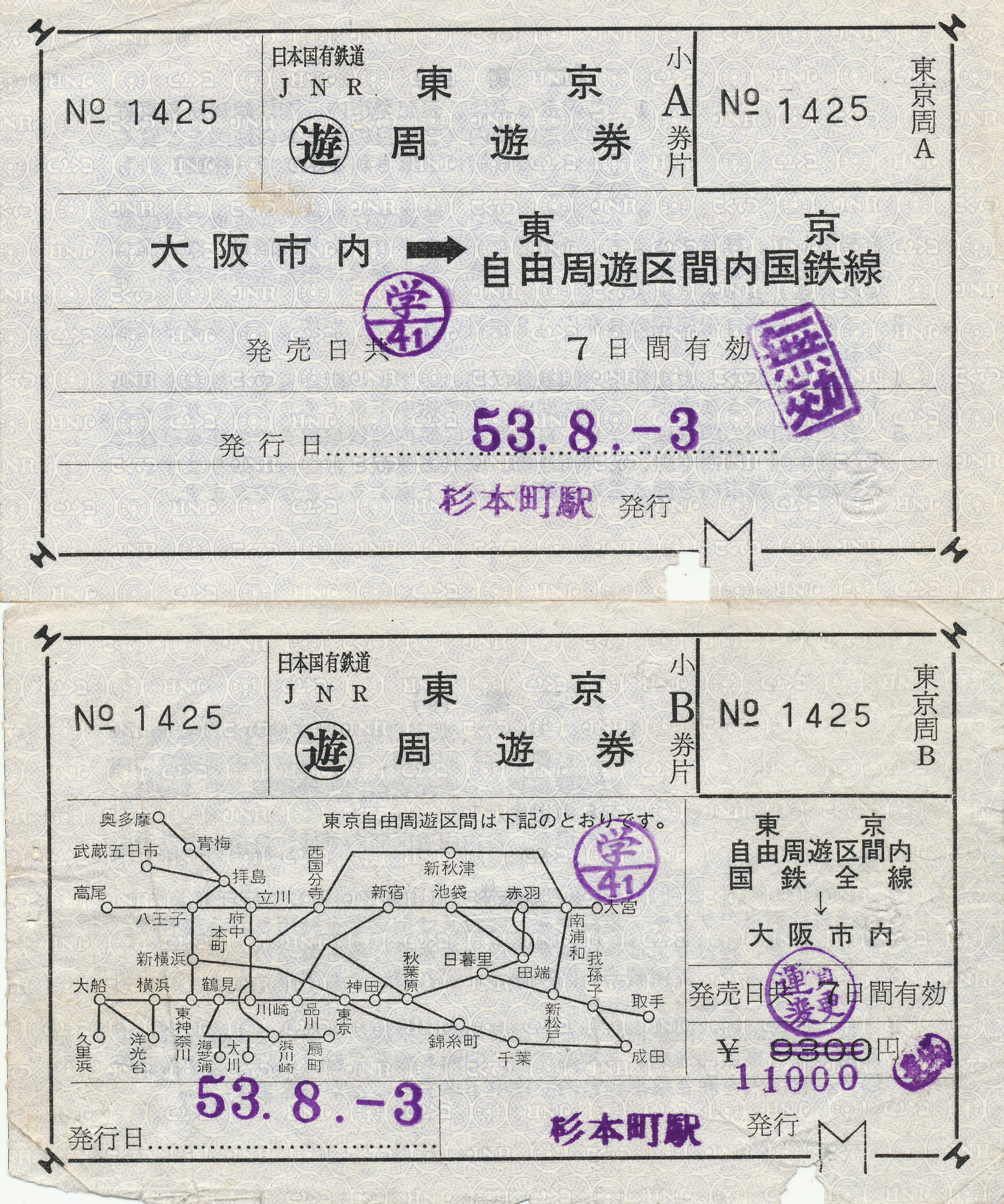
東京ミニ
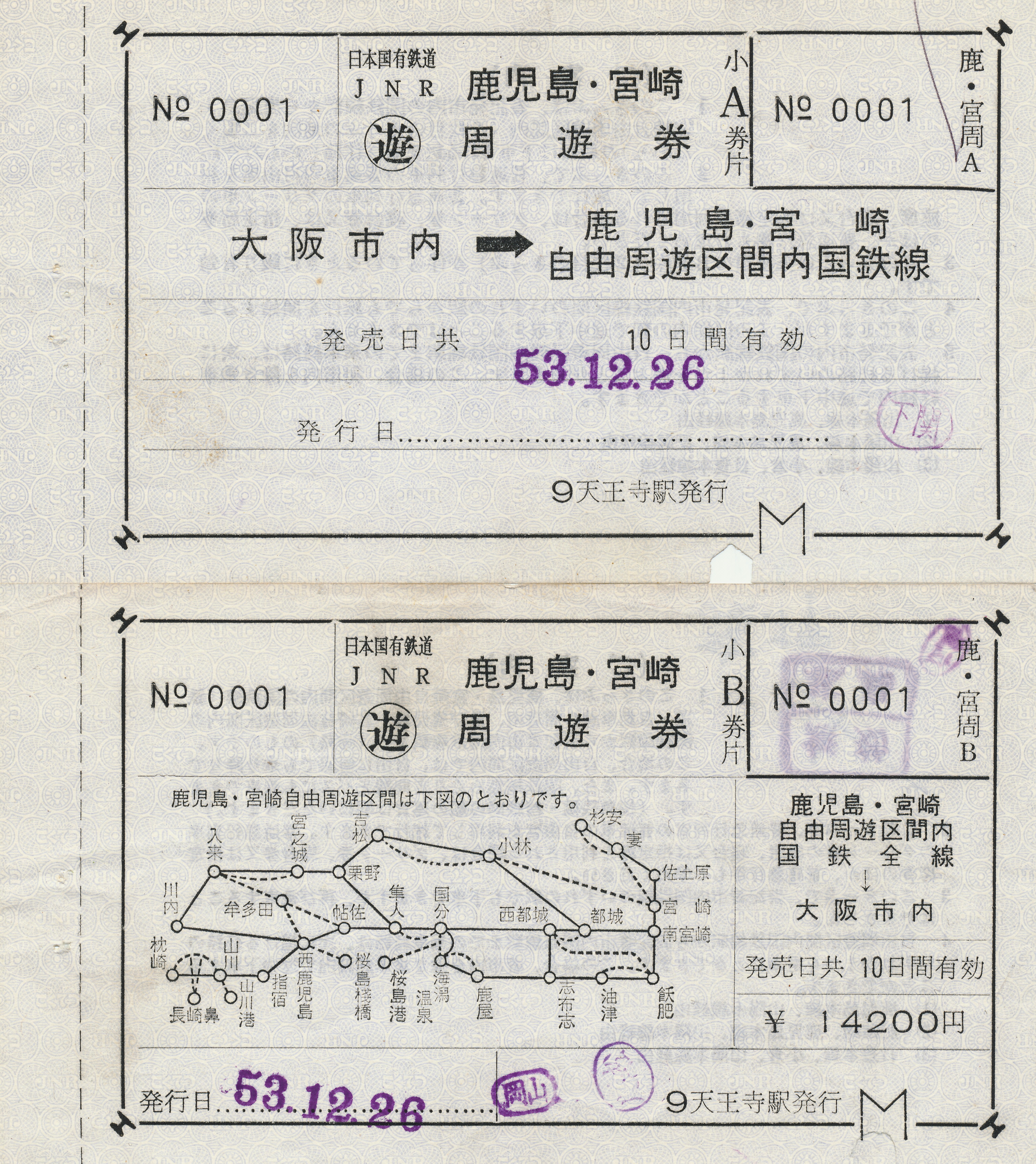
鹿児島ミニ
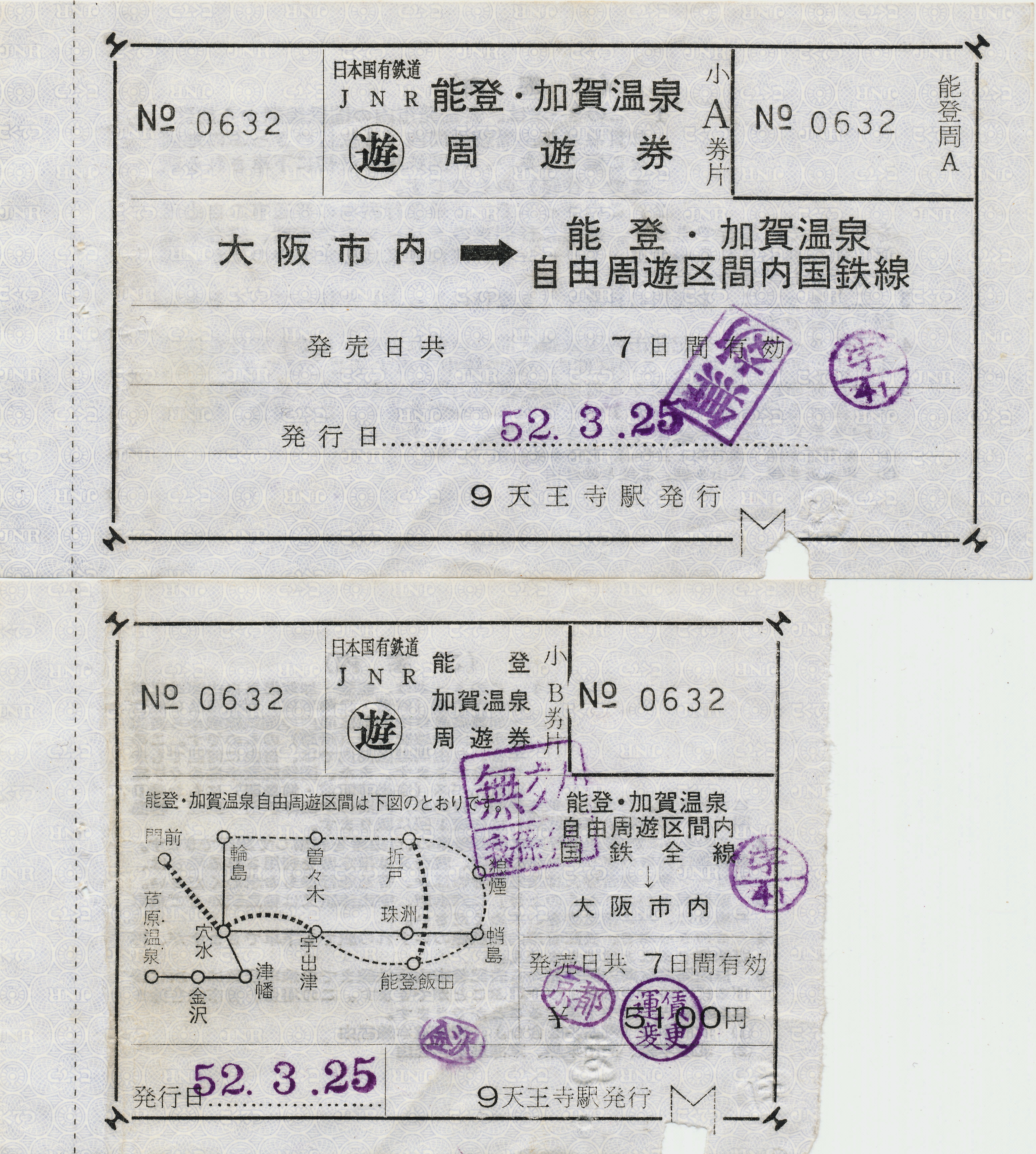
能登加賀温泉ミニ
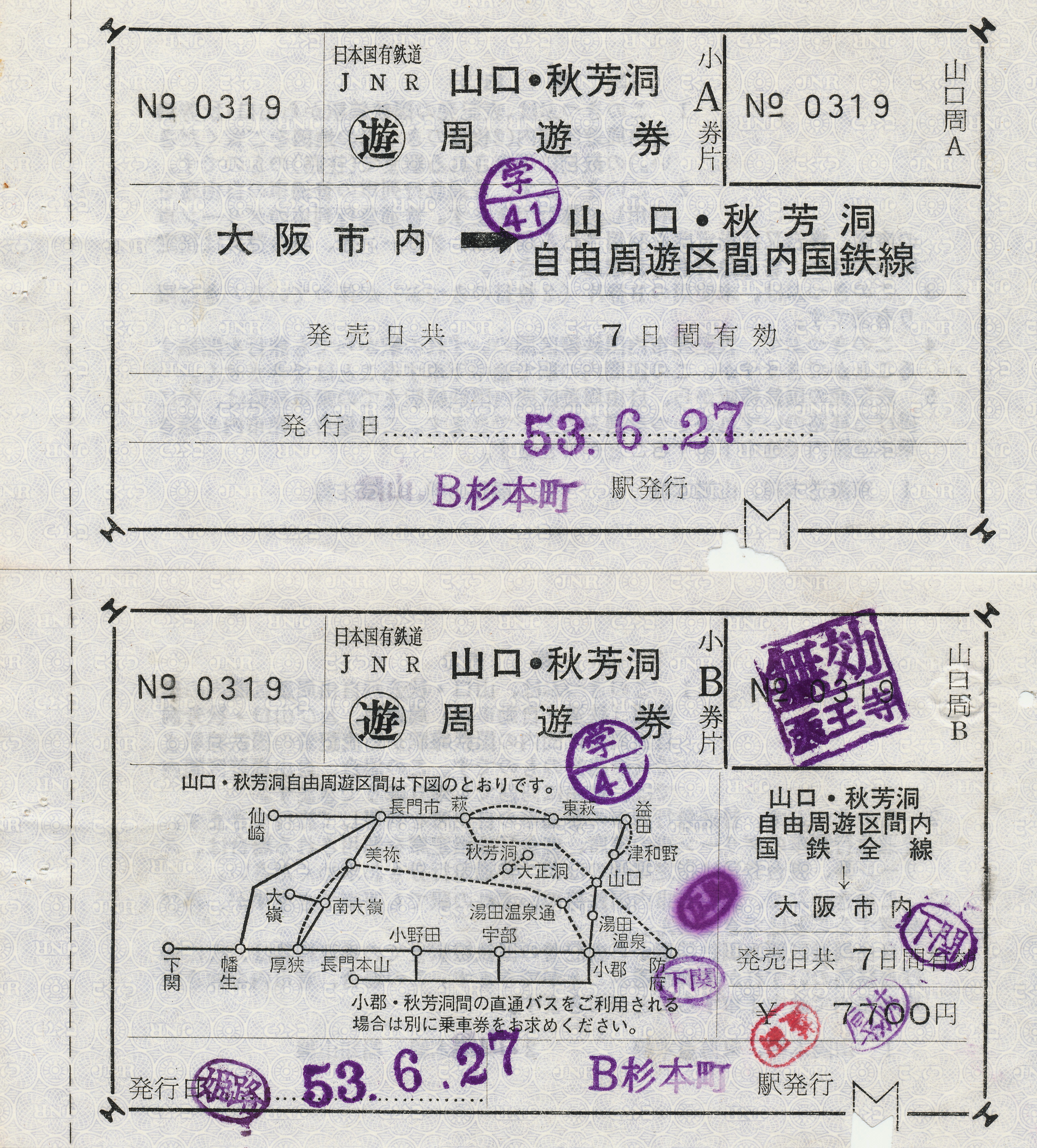
山口秋芳洞ミニ

### ルート周遊券
1972年（昭和47年）から発売され、一般周遊券のモデルコースを国鉄独自に設定したもので、季節や時期によって様々なルートを設定し、割安な運賃で発売した。メインルートのほかに付属のコースとしてのサブルート、レンタカーを利用できるレンタカールートも存在し、多様であったが、次第に利用の少ないコースが廃止され、縮小された。JR化後も発売されたが、全コースの一覧が時刻表のページ1枚にも満たない程度になり、数年で発売休止となった。販売休止後は、「立山黒部アルペンルート」のみ、JR東日本・JR東海・JR西日本がそれぞれ後継となる企画乗車券「立山黒部アルペンきっぷ」の販売を始めている。